# BMW E34

Die Baureihe BMW E39 ist die dritte Generation der 5er-Reihe von BMW. Die offizielle Präsentation vor Händlern und Journalisten erfolgte im Januar 1988. Die Baureihe E34 gehörte, wie schon das Vorgängermodell E28, zur oberen Mittelklasse. Das Erscheinungsbild des E34, der unter Designchef Claus Luthe entstand und von Ercole Spada gezeichnet wurde, lehnt sich an die 7er-Limousinen der Baureihe E32 an. Ab September 1991 gab es als zweite Karosserievariante einen Kombi, den Touring.
Insgesamt wurden 1.331.056 Exemplare gebaut. Das Nachfolgemodell wurde der BMW E39.

## Modellgeschichte

### Allgemeines

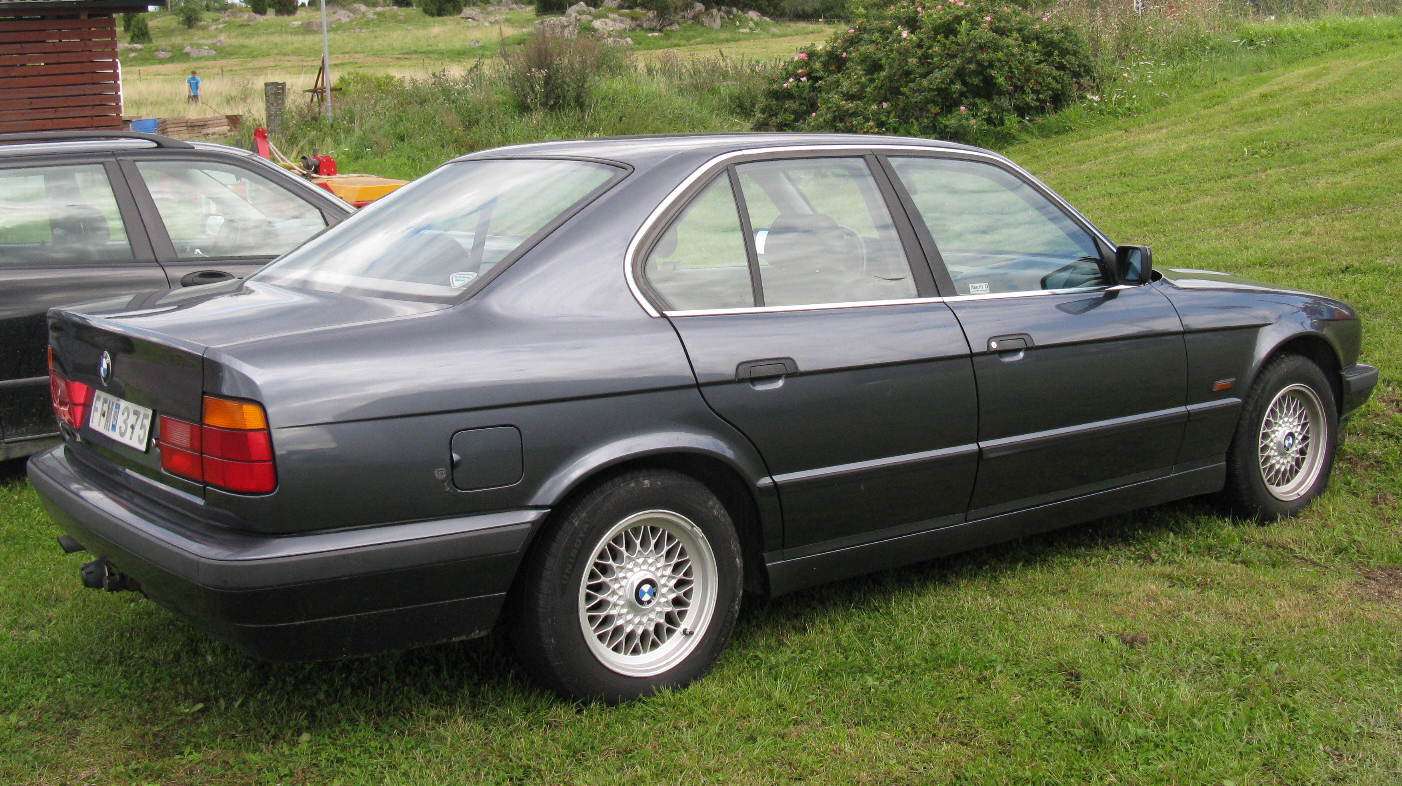
Heckseitenansicht

Der BMW E34 orientierte sich am 1986 erschienenen BMW 7er (BMW E32).
Die Karosserie wurde aerodynamisch verbessert, das heißt, der Strömungswiderstandskoeffizient (cw-Wert) war mit 0,30 bis 0,32 je nach Modell um 18 % geringer als der des BMW E28, so dass alle zu Beginn verfügbaren Modelle mit Ottomotor die 200-km/h-Marke überschritten. Die Frontpartie mit Spoiler verringerte die Auftriebskräfte an der Vorderachse um fast die Hälfte. Die Karosserie war im Vergleich zum Vorgänger steifer gestaltet worden und die Gesamtsteifigkeit wurde durch die geklebte Front- und Heckscheibe weiter erhöht. Der BMW E34 ist drei Millimeter niedriger, zehn Zentimeter länger und fünf Zentimeter breiter als der E28, was dem Innenraum und insbesondere dem Fond zugutekam. Geräuschkomfort wurde mit bis zu 51 kg Dämm-Material erreicht.
Die vorderen Räder waren an MacPherson-Federbeinen und zwei Querlenkern aufgehängt (Doppelgelenk-Vorderachse), hinten gab es eine Schräglenkerachse, von BMW als „Präzisionslenker-Hinterachse“ bezeichnet. Die Federn wurden mit Zweirohr-Gasdruckstoßdämpfern gedämpft. Alle Modelle außer dem 518i erhielten serienmäßig rundum Scheibenbremsen. Der 518i hatte hinten Trommelbremsen.
Die steife Karosserie, der lange Radstand und die Gewichtsverteilung von 50 % auf der Vorderachse und 50 % auf der Hinterachse, und das von dem der 7er-Reihe abgeleitete Fahrwerk verbesserten Sicherheit, Handlichkeit und Komfort.
Zur Markteinführung der Limousine im Januar 1988 waren zunächst die Zwölfventiler-Reihensechszylinder (BMW M20 520i, 525i und die größeren BMW M30: 530i und 535i) lieferbar, die bereits von anderen BMW-Baureihen (E23, E32) bekannt waren. Alle Ottomotoren waren mit Lambda-geregelten Dreiwege-Katalysatoren ausgestattet. Die Produktion der einzelnen E34-Varianten im BMW-Werk Dingolfing lief zu verschiedenen Zeiten an: Die Produktion des BMW 535i begann am 2. November 1987, 520i und 530i starteten ab Januar 1988, der 525i ab Februar 1988 und das Dieselmodell 524td ab März 1988. Später war auch der 525tds erhältlich. Ab Oktober 1988 kam der 5er auf den US-Markt.

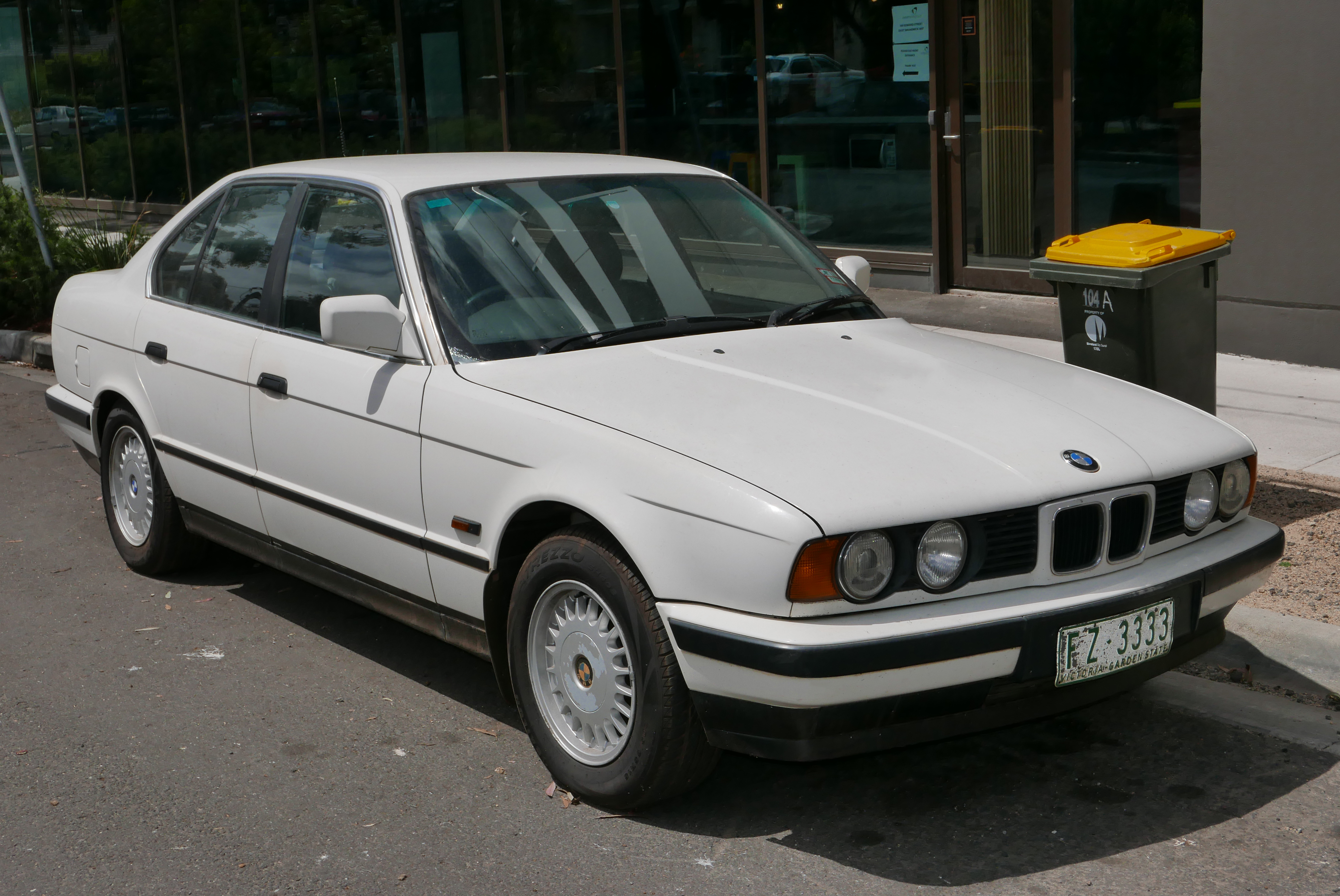
1989 BMW 525i
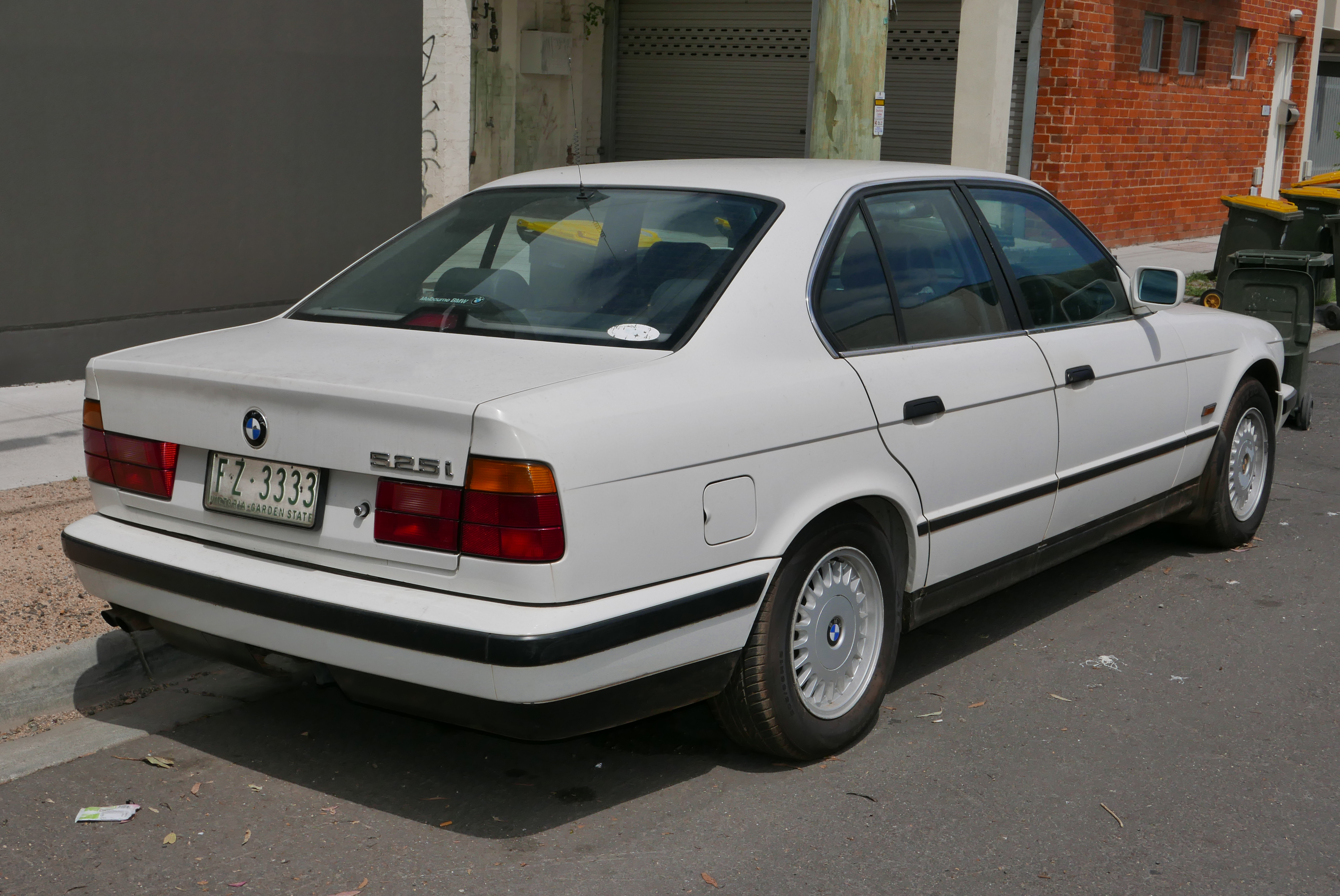
Heckansicht
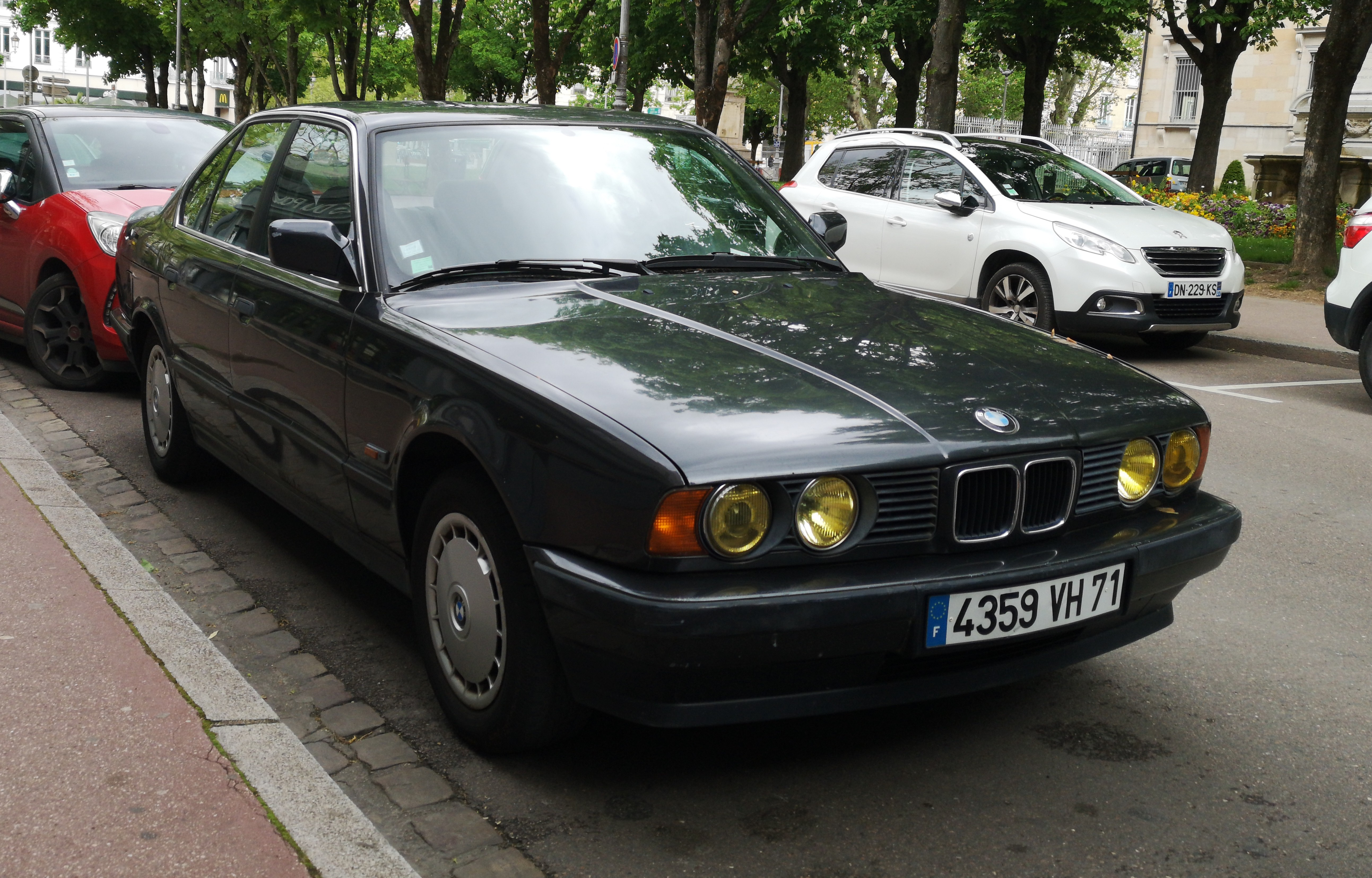
BMW 5er Frankreich-Version (1988–1992)
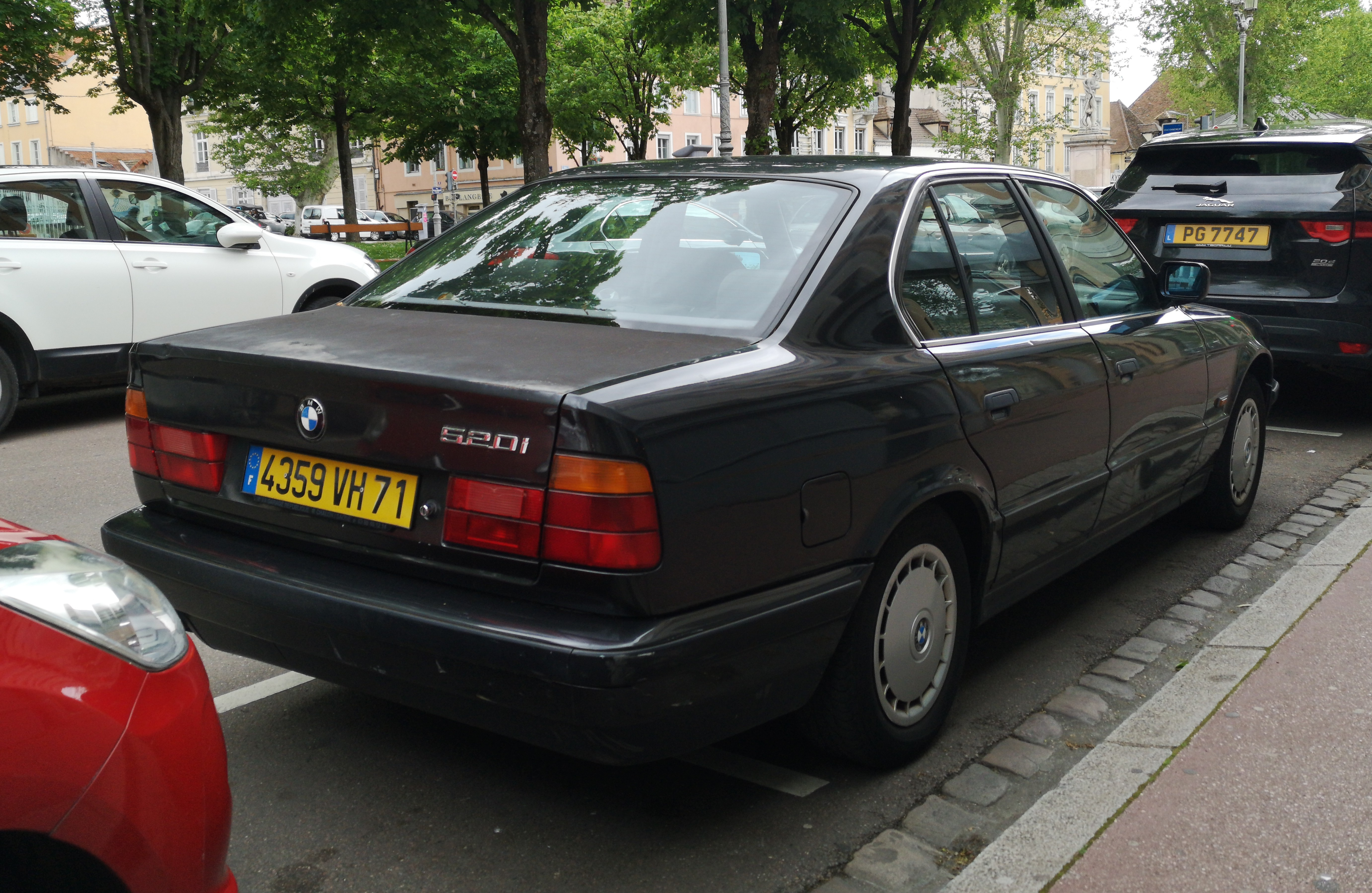
Heckansicht
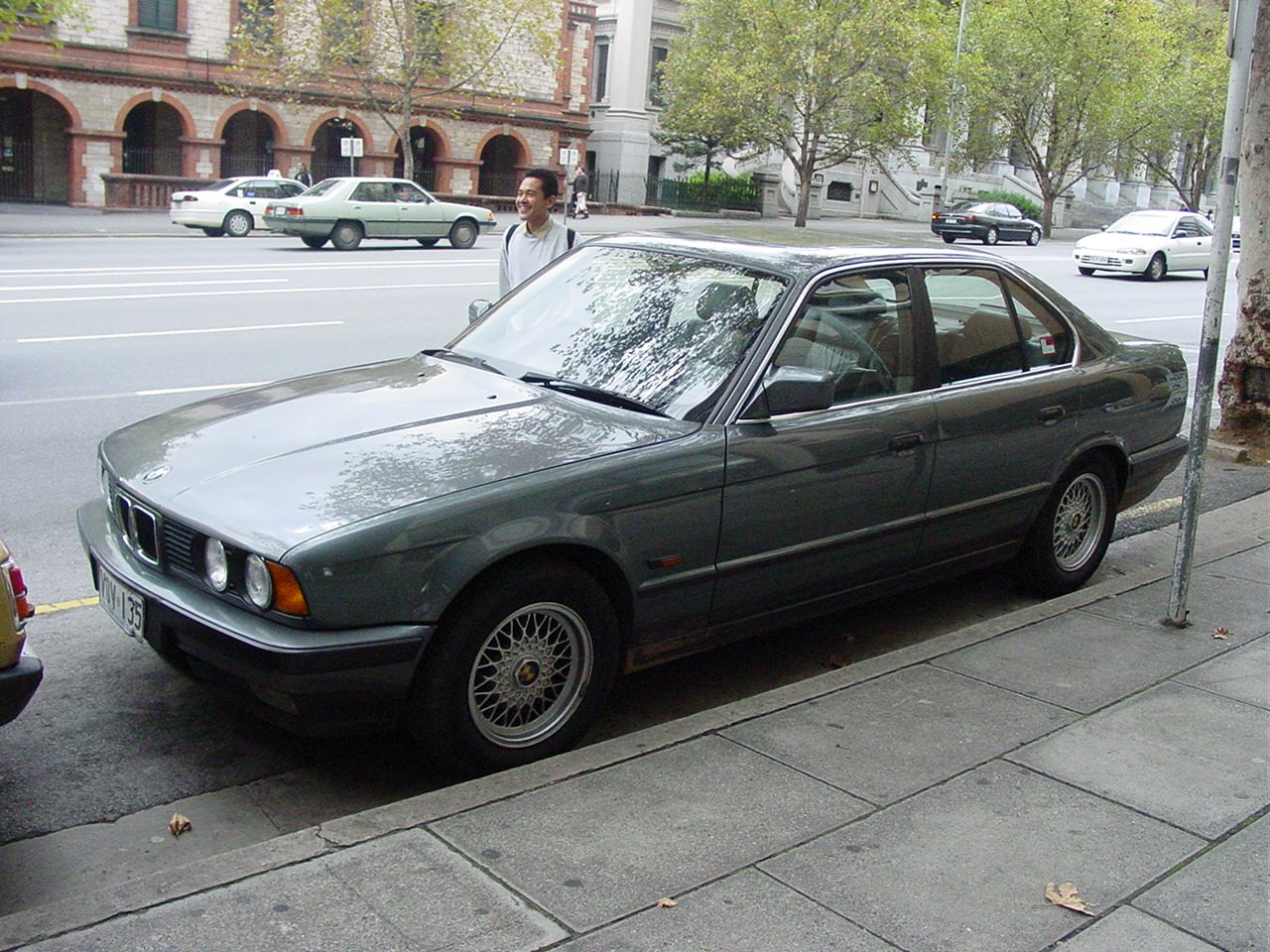
BMW 535i
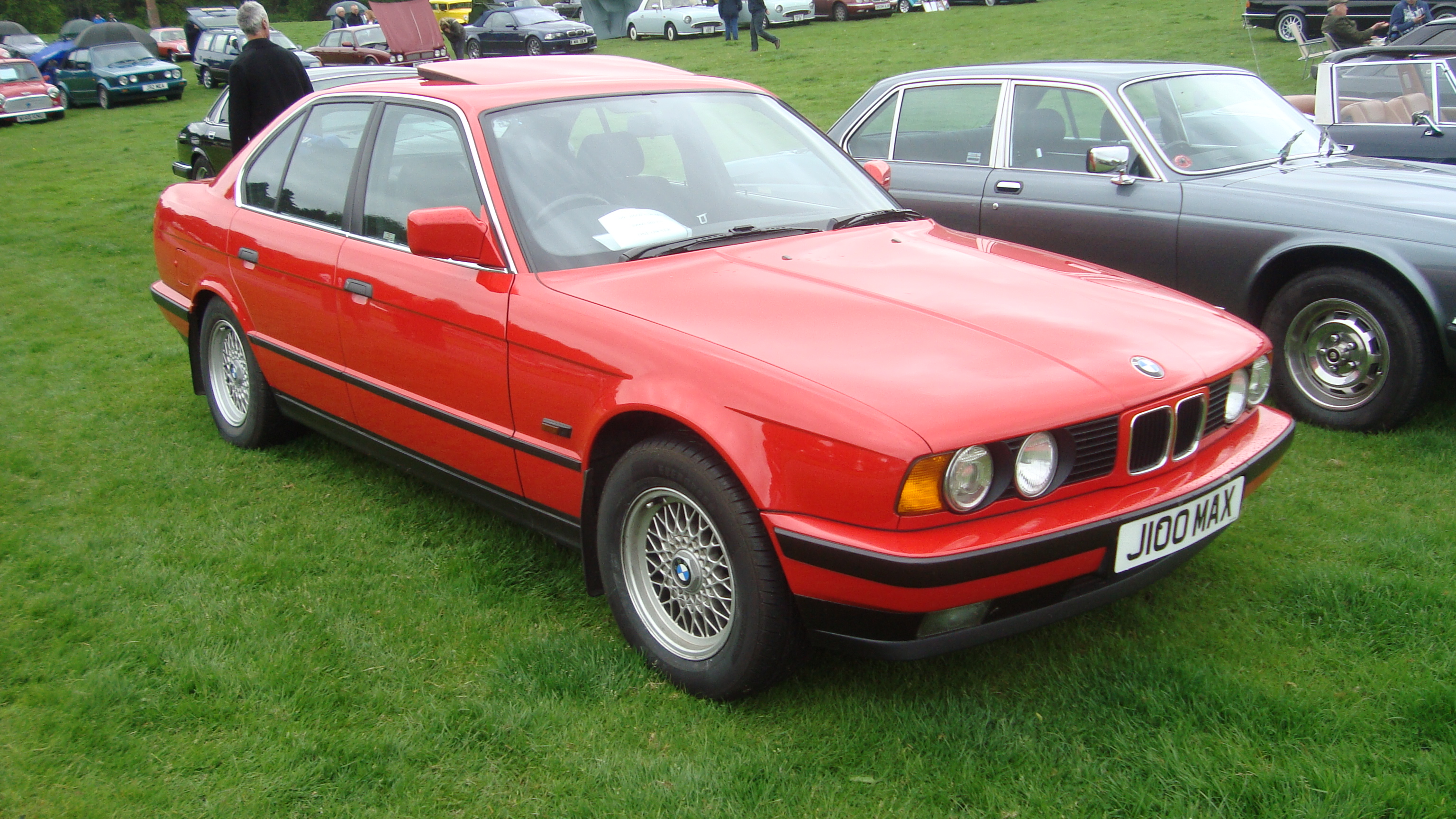
1992 BMW 518i (Rechtslenker)
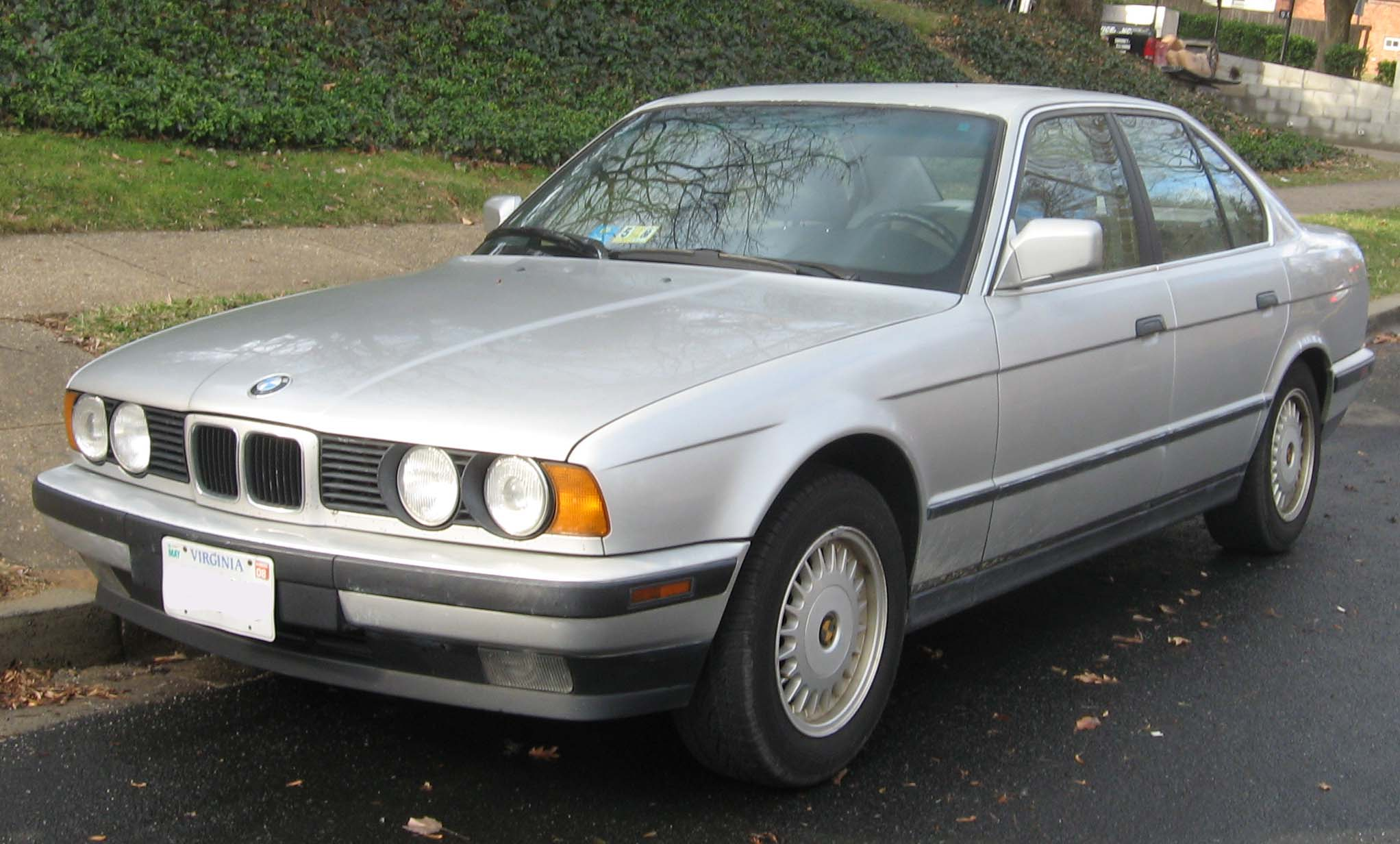
BMW 5er US-Version (1989–1993)
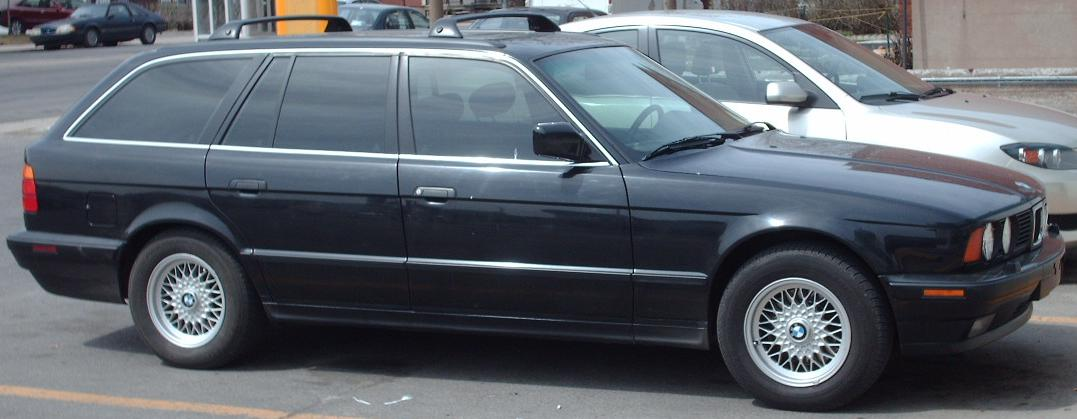
BMW 5er Touring US-Version (1992–1994)

### Touring

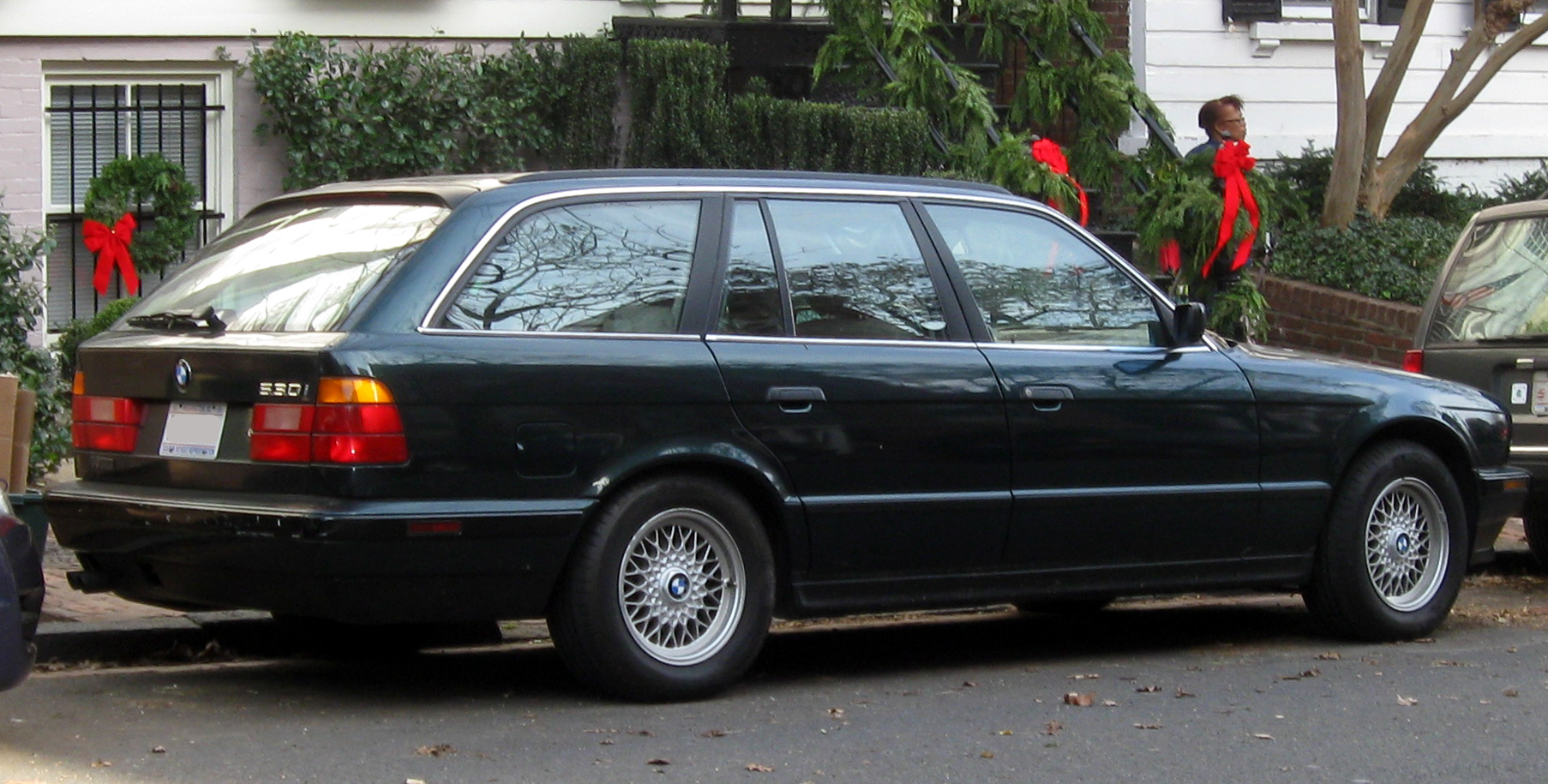
BMW 5er Touring (1992–1996)

Im September 1991 wurde eine fünftürige Kombi-Variante namens Touring eingeführt, die mit einer separat zu öffnenden Heckscheibe aufwartete und mit einem aufwendig konstruierten Doppelschiebedach angeboten wurde. Bemerkenswert ist, dass BMW beim Design des Touring auf den als BMW-typisches Stilmerkmal bekannten Hofmeister-Knick an der D-Säule verzichtete.

### Allradversion
Der E34 war der erste BMW 5er, der auch mit Allradantrieb angeboten wurde. Dieser war nur als Modell 525iX als Limousine und Touring lieferbar. Das System verfügte über ein elektrisch betätigtes Lamellensperrdifferential zwischen Vorder- und Hinterachse sowie ein hydraulisch betätigtes Sperrdifferential an der Hinterachse. Im normalen Fahrbetrieb betrug die Kraftverteilung zwischen Vorder- und Hinterachse 36 %/64 %. Je nach Fahrsituation und Traktion an den einzelnen Rädern konnte die Steuerelektronik ohne Zutun des Fahrers das Mittendifferential und das Hinterachsdifferential sperren. Das Mehrgewicht für den Allradantrieb betrug 90 kg bei der Limousine und 75 kg beim Touring. Gebaut wurden von der BMW 525iX Limousine (E34) 4783 Stück und vom Touring (E34/2) 4583 Stück. Für das Nachfolgemodell E39 war dagegen kein Allradantrieb lieferbar – erst für die 5er-Baureihe E60 wurde wieder eine Allradversion (xDrive) angeboten.

### Modellpflege und Achtzylinder

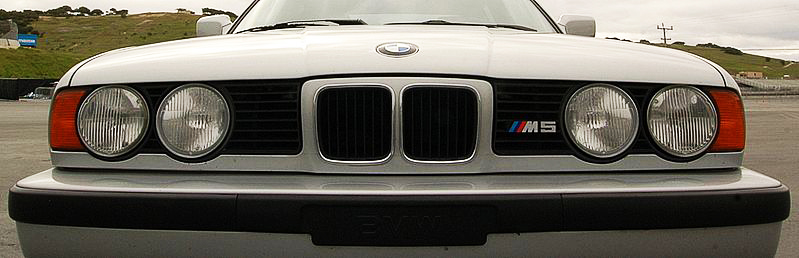
BMW M5 mit schmaler Niere

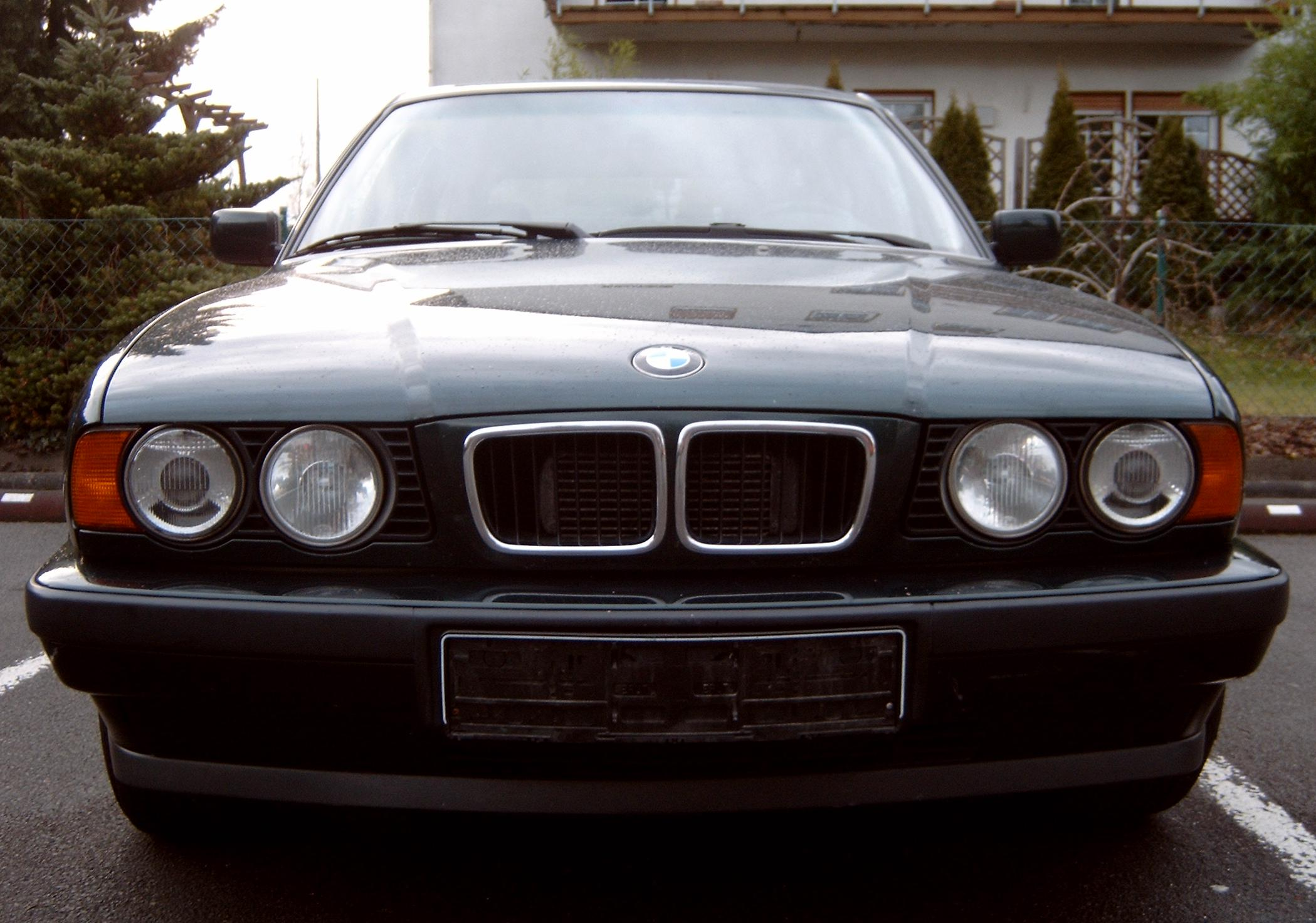
BMW 5er Touring mit breiter Niere

Der E34 erfuhr während seiner Bauzeit neben technischen Veränderungen – so befindet sich beispielsweise die Autobatterie bei den Ausführungen mit M30- und M60-Motoren immer unter der Rücksitzbank; die Wagen mit BMW M20 haben die Batterie im Motorraum und die Fahrzeuge mit den M50-Motoren unter der Rücksitzbank auf der Beifahrerseite – auch kleine optische Retuschen.
Im Rahmen einer ersten kleinen Modellpflege (auch Facelift genannt) zum September 1991 erhielten die Türen eine Verstärkung (Seitenaufprallschutz), die Außentürgriffe waren nun aus Kunststoff statt aus Metall und es wurden die Bezugsstoffe im Innenraum, die Zentralverriegelung, die Leuchtweitenregulierung, der Tempomat und die Modellschriftzüge (kursiv statt gerade) geändert.
Im September 1992 erfuhr der BMW E34 eine weitere Modellpflege. Als optische Überarbeitung wurden die Außenspiegel des BMW E36 verbaut, es waren neue Radkappen erhältlich und die Sitze wurden geändert. ABS gehörte schon ab Mai 1992 in allen E34 serienmäßig zum Lieferumfang, nun gehörte auch der Fahrer-Airbag in allen E34-Modellen zur Serienausstattung. Die technische Überarbeitung betraf insbesondere die Motoren: Der Sechszylinder-Motor BMW M50 wurde umfangreich modifiziert und mit der variablen Nockenwellensteuerung VANOS ausgerüstet. Ab September 1992 waren auch die Achtzylinder im BMW 530i und 540i (BMW M60) erhältlich, wobei diese Motorisierung durch einen verbreiterten Kühlergrill (BMW-Niere) erkennbar war. Ab Mai 1994 fiel dieses Unterscheidungsmerkmal weg und alle BMW E34 erhielten das Motorhaubendesign mit der breiteren Nierenvariante der V8-Modelle.
Ab Januar 1995 wurden alle BMW E34 serienmäßig zusätzlich zum Fahrerairbag mit einem Beifahrerairbag ausgeliefert, wodurch das Ablagefach auf dem Armaturenbrett wegfiel. Die Produktion der Limousine des E34 wurde im Dezember 1995 eingestellt. Der Touring wurde dagegen noch bis Juni 1996 weiterproduziert.

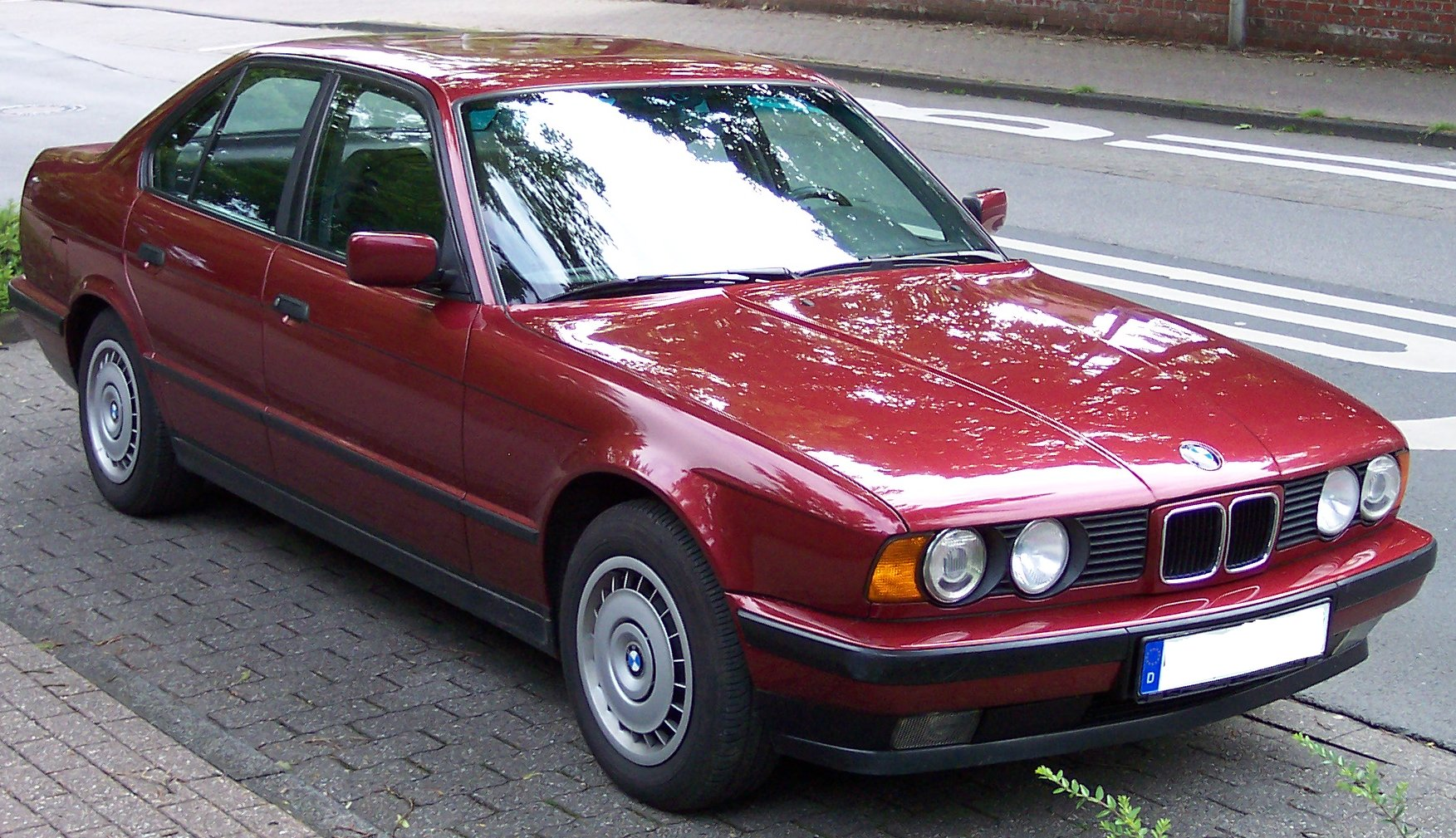
BMW 5er mit schmaler Niere (1992–03/1994)
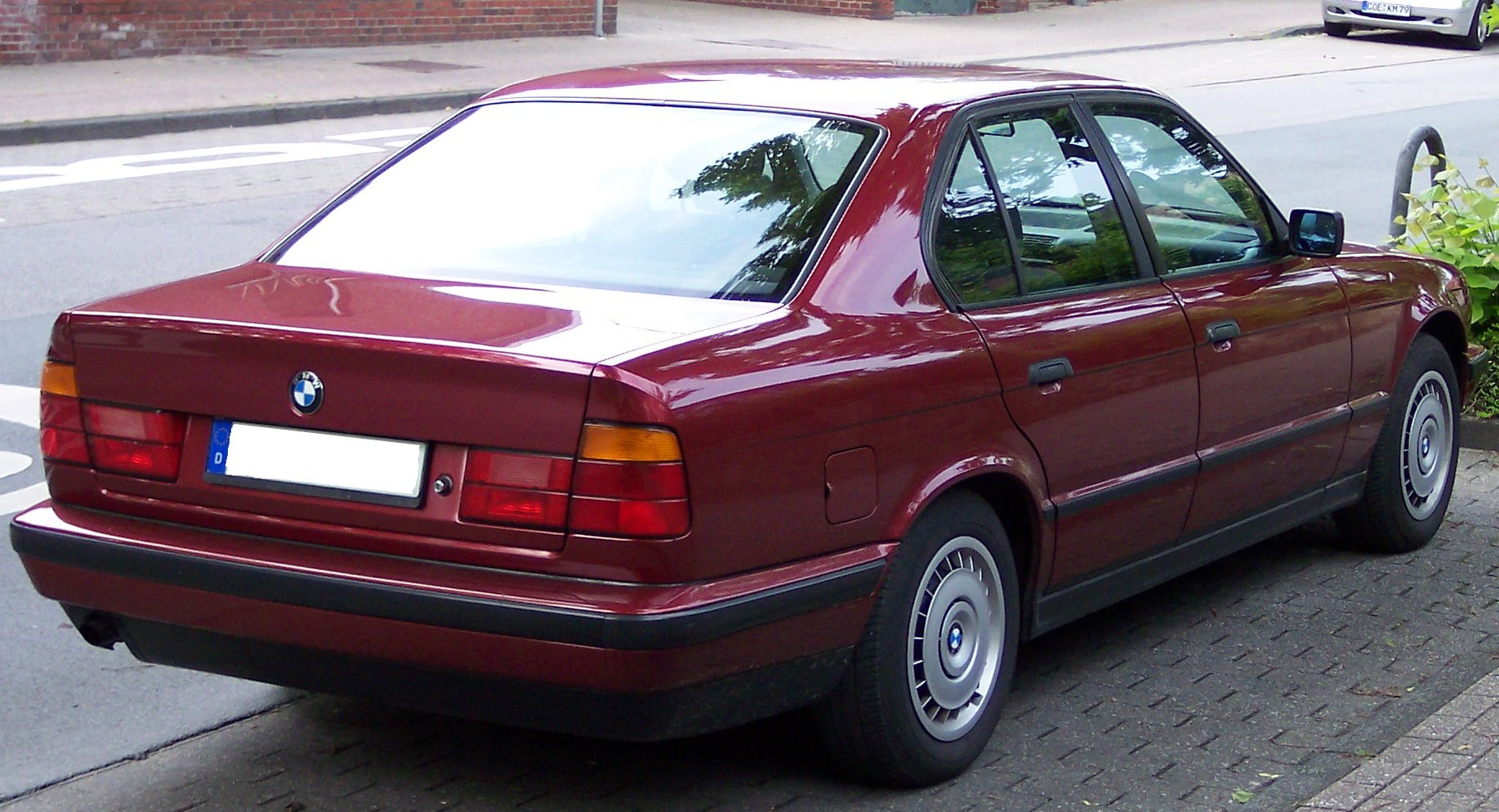
Heckansicht
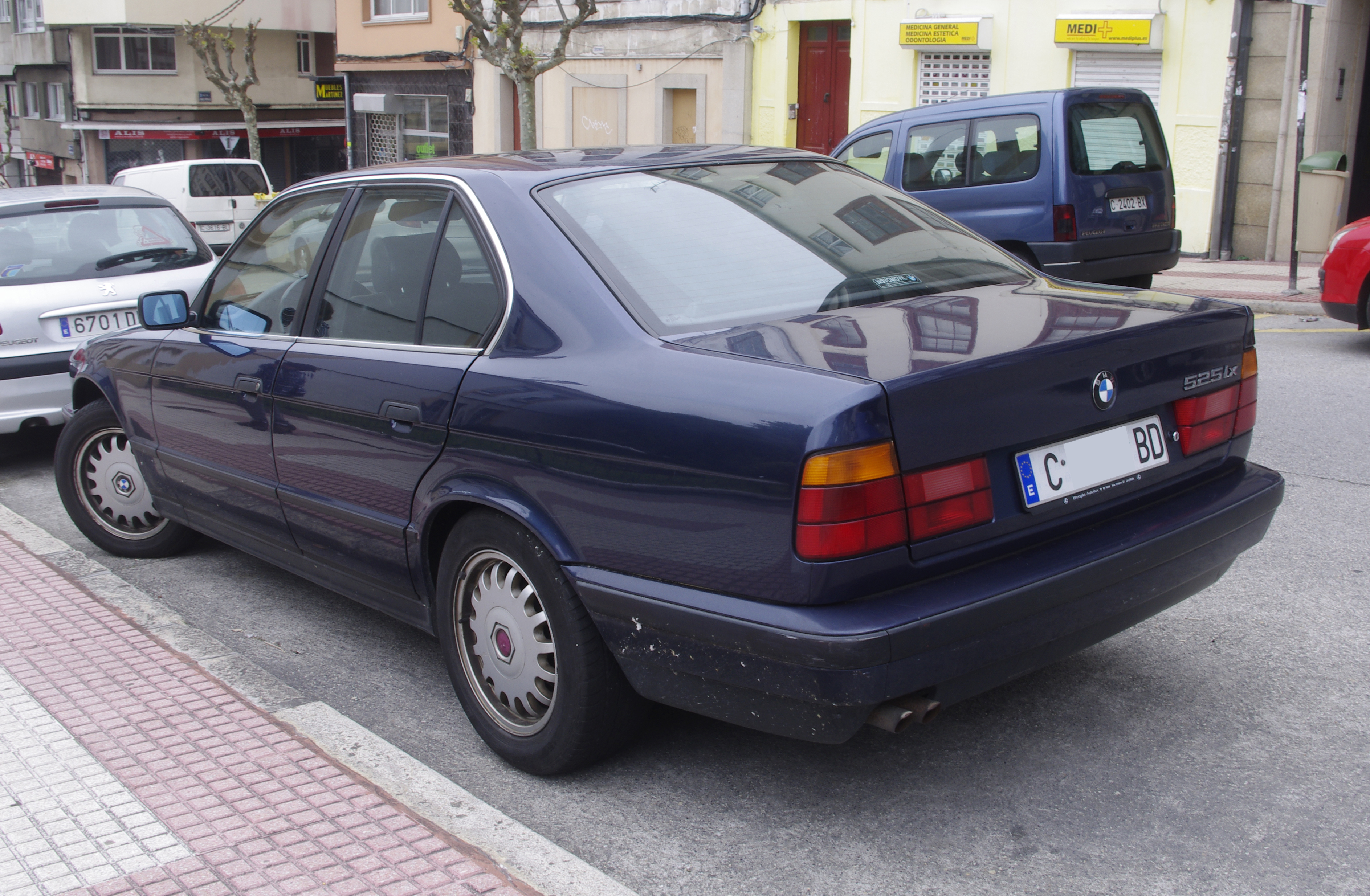
BMW 525ix mit Allradantrieb
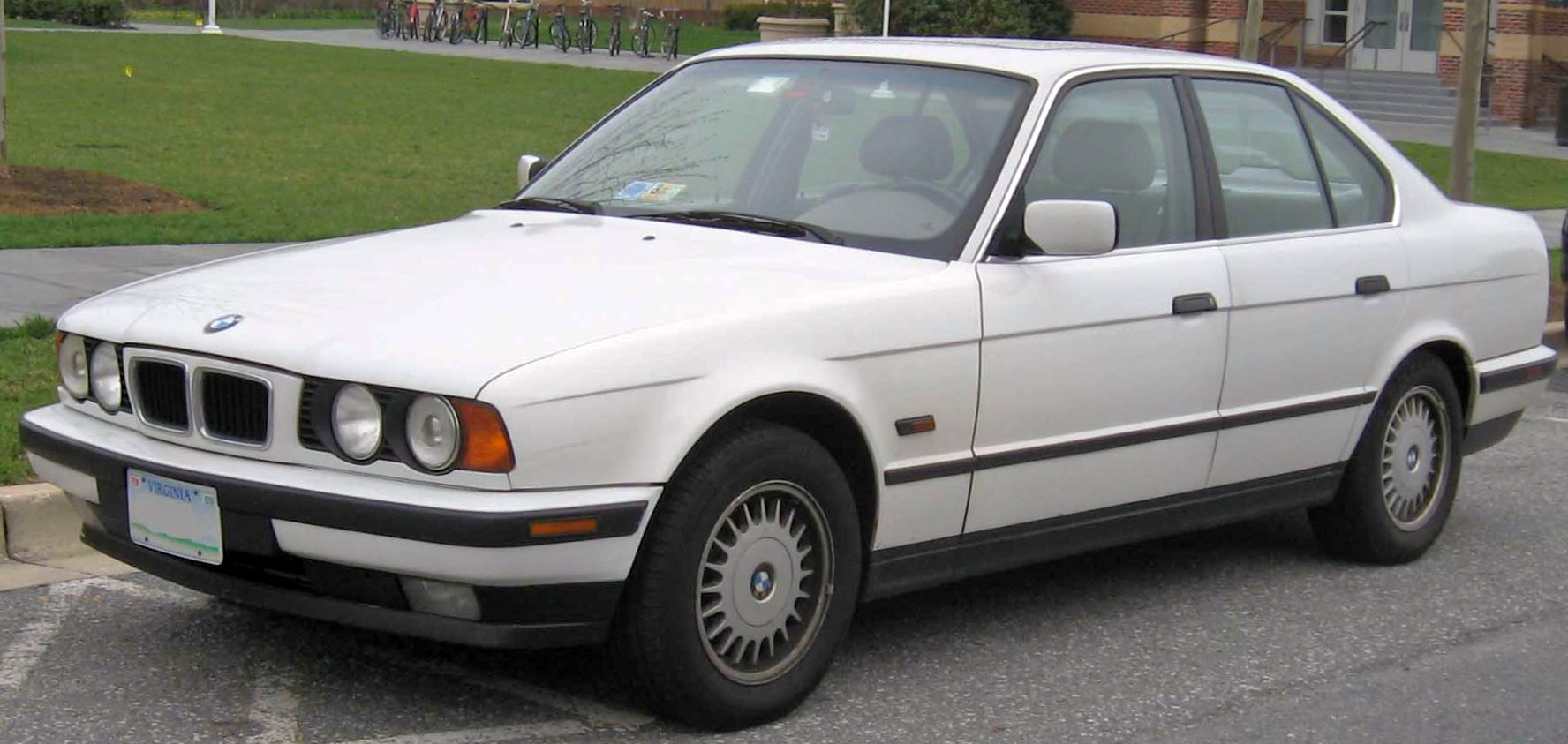
BMW 5er US-Version (1992–1994)
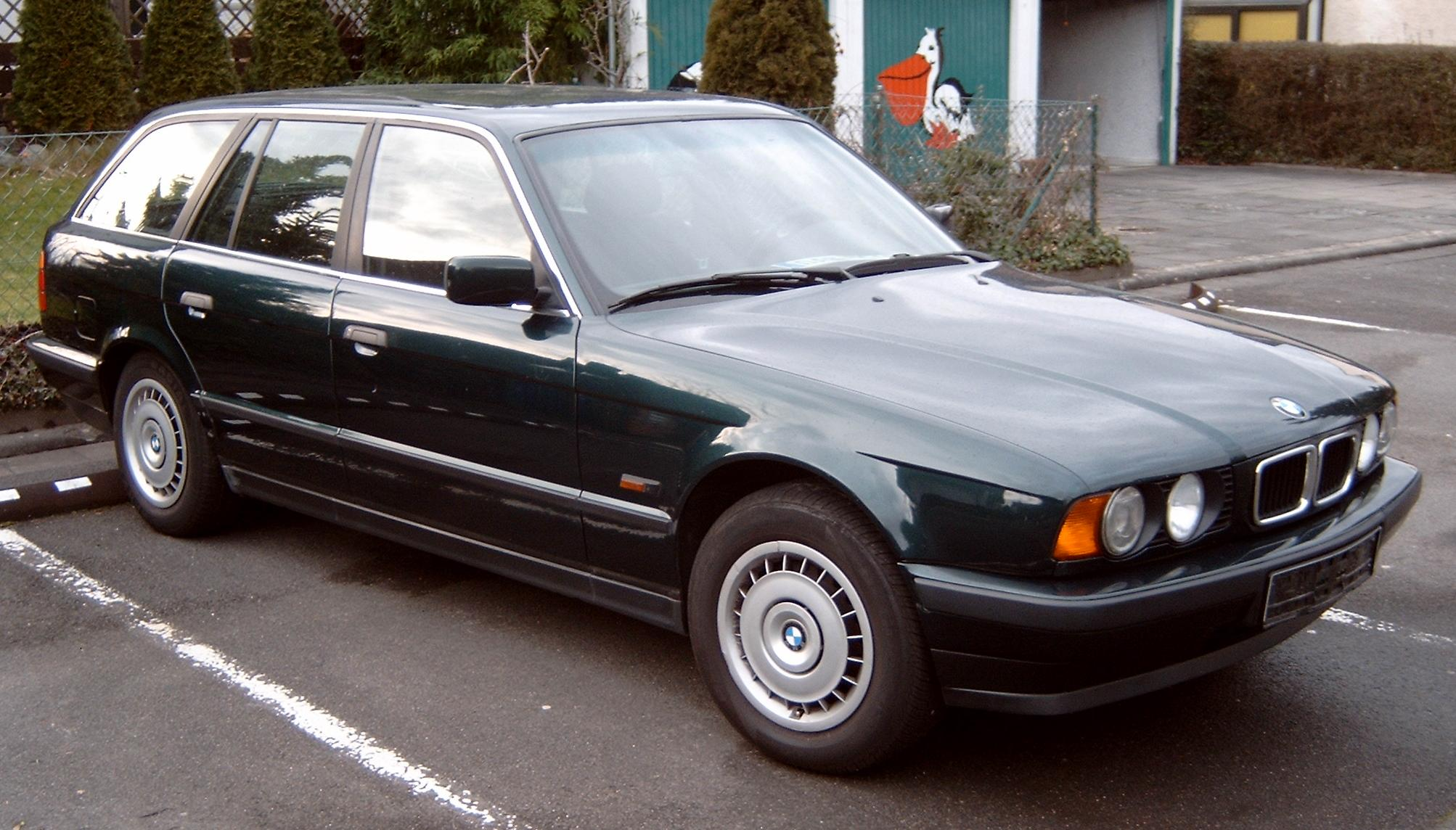
BMW 5er Touring mit breiter Niere (09/1992–06/1996)
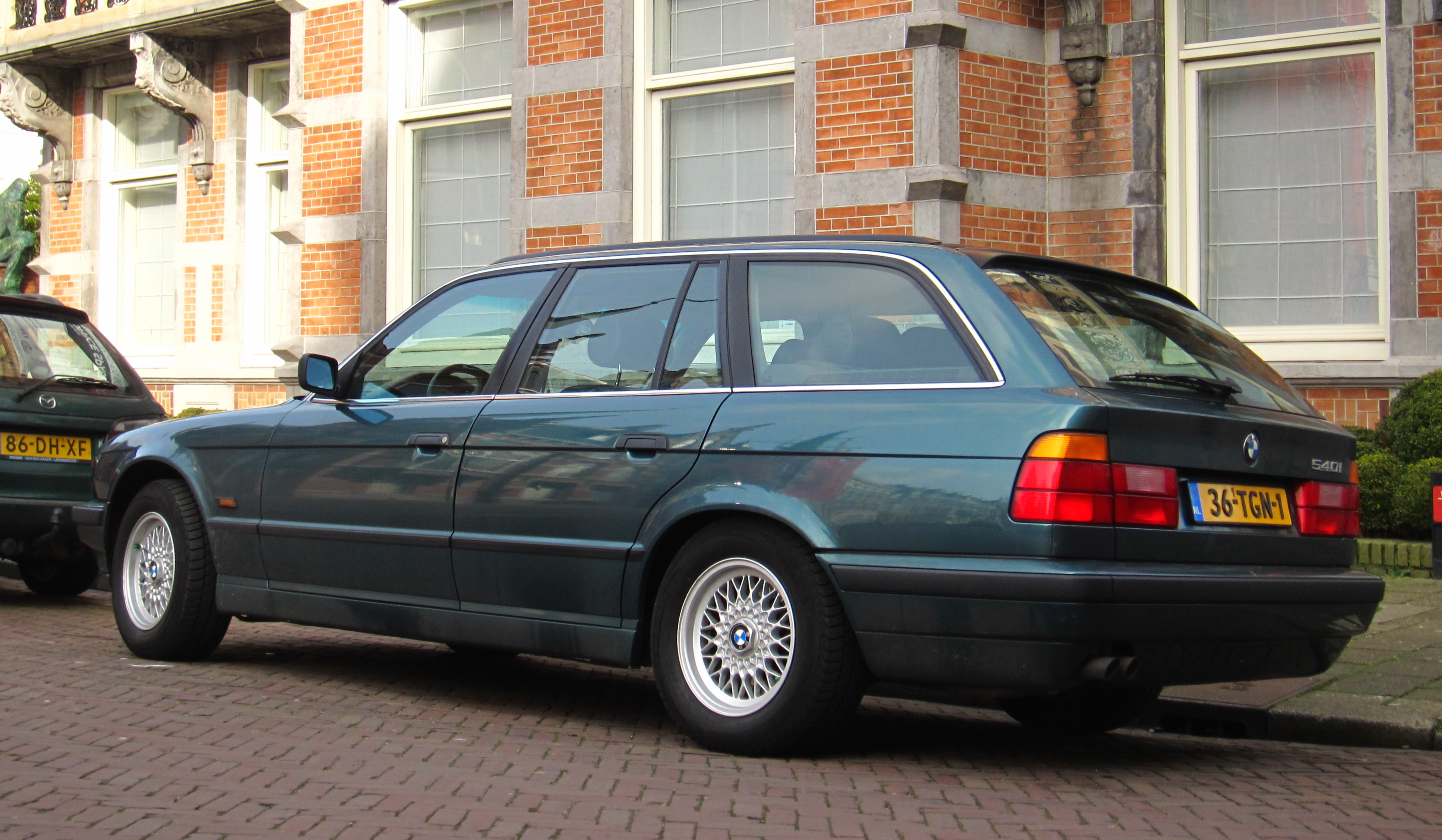
BMW 5er Touring mit breiter Niere (09/1992–06/1996)
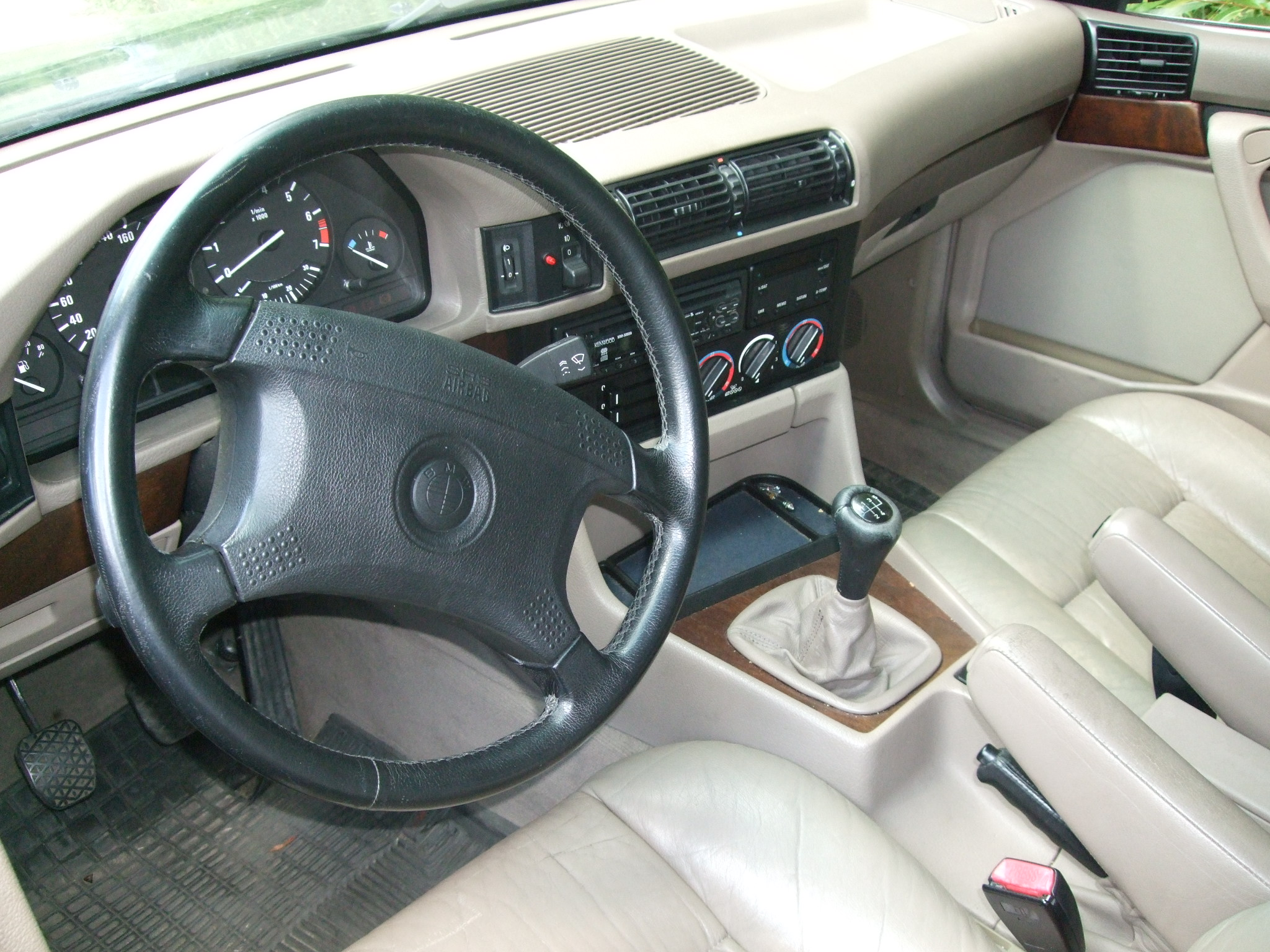
Innenraum (530i Achtzylinder)
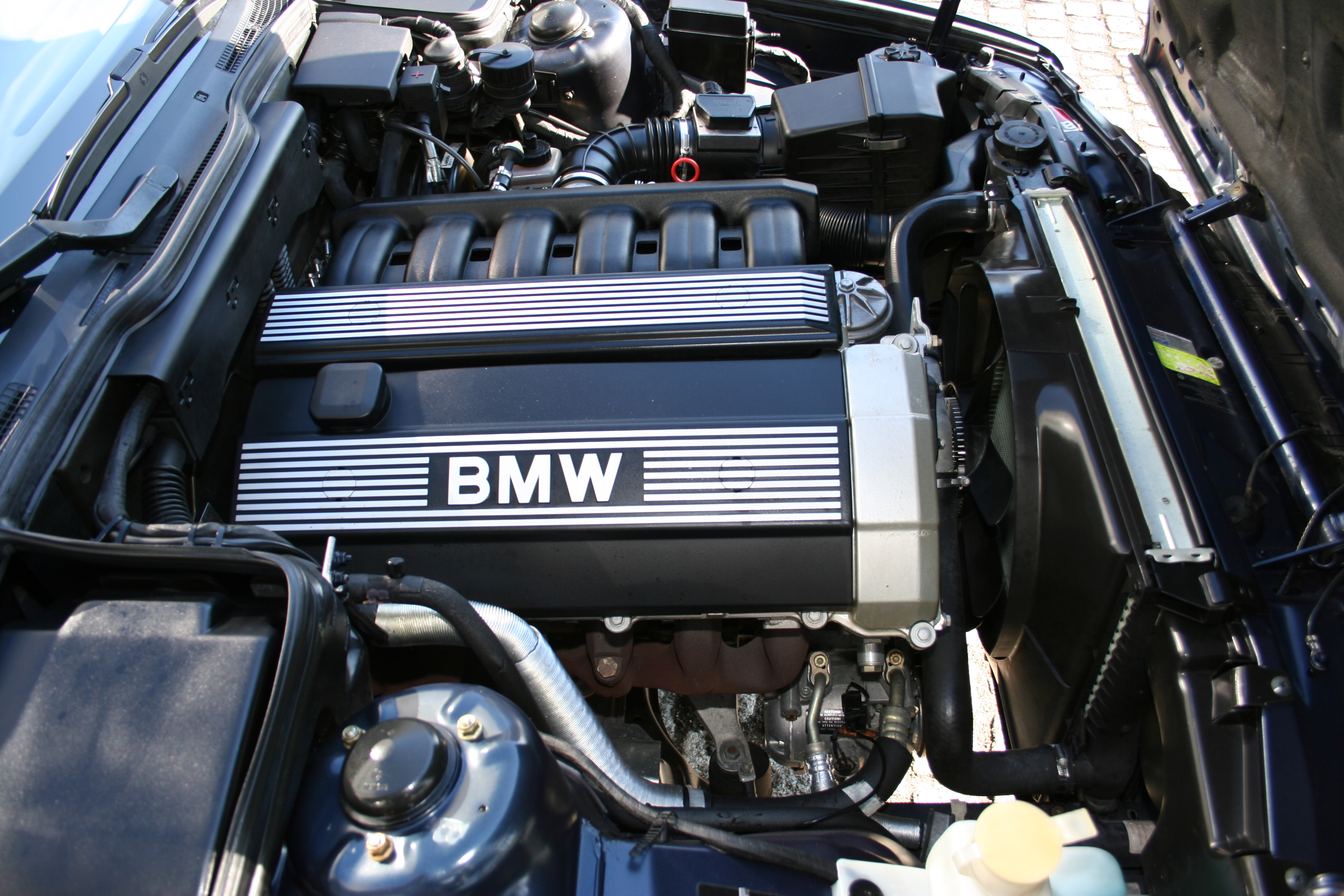
BMW 5er mit BMW M50

### Alternative Antriebskonzepte
Ab Herbst 1995 bot BMW mit dem 518g eine umweltgerechtere Alternative zum konventionellen Antrieb in Form eines bivalenten Benzin-Erdgas-Antriebs an. Damit war BMW der erste europäische Automobilhersteller, der diese Technik in Serie produzierte. Den 518g gab es nicht mit Automatikgetriebe und nur als Touring. Mit integriertem Sicherheits-Gastank blieben noch etwa 85 % des ursprünglichen Laderaums erhalten. Das Leergewicht nach EG-Norm betrug 1620 kg, der Benzin-Tank fasste 80 Liter, der Sicherheits-Gastank hinter der Rücksitzbank 80 Liter, was 12,8 kg Erdgas entspricht. Gegenüber dem reinen Benzinantrieb erweiterte sich die Reichweite – je nach Fahrweise – um 200 bis 250 km. Mit einem Umschalter am Armaturenbrett konnte jederzeit – auch während der Fahrt – zwischen Benzinbetrieb und Gasbetrieb gewechselt werden, wobei der Motor jedoch zum Starten eine geringe Menge Benzin benötigte und dann ggf. auf Gas umschaltete. Ein Start des Motors ohne Benzin war daher nicht möglich. Der 518g Touring wurde knapp ein Jahr gebaut. Der Verkaufserfolg blieb mit 298 Exemplaren allerdings überschaubar.
Zu Forschungszwecken entwickelte BMW einen E34 mit Hybridantrieb. Dieser Prototyp BMW 518i Hybrid war ein modifizierter BMW 518i mit M43-Motor. Der zusätzliche E-Antrieb bestand aus einem Asynchronmotor mit 26 kW (35 PS) Leistung und 158 Nm Drehmoment. Der Elektromotor war hierbei auf der Einlassseite am Motorblock parallel zur Kurbelwelle des Verbrennungsmotors angeordnet. Ein Treibriemen übertrug die Kraft in einem Zwischengetriebe 1:1 auf eine Welle, die über eine zusätzliche, automatisch schaltende Kupplung mit dem Motor sowie der serienmäßigen Kupplung verbunden war. Durch die zusätzliche Kupplung konnte bei reinem Elektroantrieb der Vierzylinder abgetrennt werden. Trotz 370 kg Zusatzgewicht waren die Fahrleistungen des Prototyps mit denen des Benzin-Pendants vergleichbar. Die rein elektrische Reichweite betrug 30 km.

### Die M-Modelle des BMW E34
Im September 1988 erschien die 2. Generation der Sportlimousine BMW M5 als höchstmotorisierte und sportlichste Variante der 5er-Baureihe. Erkennbar war diese insbesondere an eigens entwickelten Leichtmetallrädern im Turbinendesign. Mit diesen besonders gestalteten „Schaufelrädern“ konnte durch eine Erhöhung der Luftgeschwindigkeit an der Bremsscheibe um rund 25 % die Kühlluftförderung zur Bremsanlage verbessert werden. Die BMW M5-Modelle wurden bei der BMW M GmbH entwickelt und gebaut.
Im Frühjahr 1992 wurden Hubraum und Leistung noch einmal erhöht. Von diesem Zeitpunkt an war der M5 auch als Touring erhältlich – im Gegensatz zur Nachfolger-Baureihe E39. Vom M5 Touring wurden jedoch lediglich 891 Exemplare gefertigt.
Aufgrund von Sicherheits- und Umweltbestimmungen in Nordamerika wurde der M5 im Laufe des Jahres 1993 nur noch auf dem europäischen Markt angeboten, das heißt die M5-Version mit 3,8-l-Motor war in Australien und den USA nie erhältlich. Für diese Märkte wurden dafür besondere Ausstattungsvarianten des BMW 540i mit V-Achtzylinder produziert:
- Exklusiv für Kanada wurde ein Sondermodell BMW M540i mit 6-Gang-Schaltgetriebe und M-Fahrwerk angeboten. Zwischen April und Juli 1995 entstanden 32 Exemplare.
- In den USA erschien der BMW 540i M-Sport mit einem vom M5 abgeleiteten Nürburgring-Fahrwerk, M-Technic-Sonderausstattung und optischen Merkmalen des M5. Zwischen September und November 1995 wurden 200 Stück (plus 5 Vorserienfahrzeuge) produziert. 139 Fahrzeuge hatten ein 6-Gang-Schaltgetriebe, 66 erhielten ein 5-Gang-Automatikgetriebe von ZF.
- Auf dem australischen Markt wurde der BMW 540i Manual Limited Edition angeboten. Die 70 produzierten Fahrzeuge – alles Rechtslenker mit Handschaltgetriebe – erhielten die Innenausstattung des BMW M5 und wurden einzeln nummeriert.

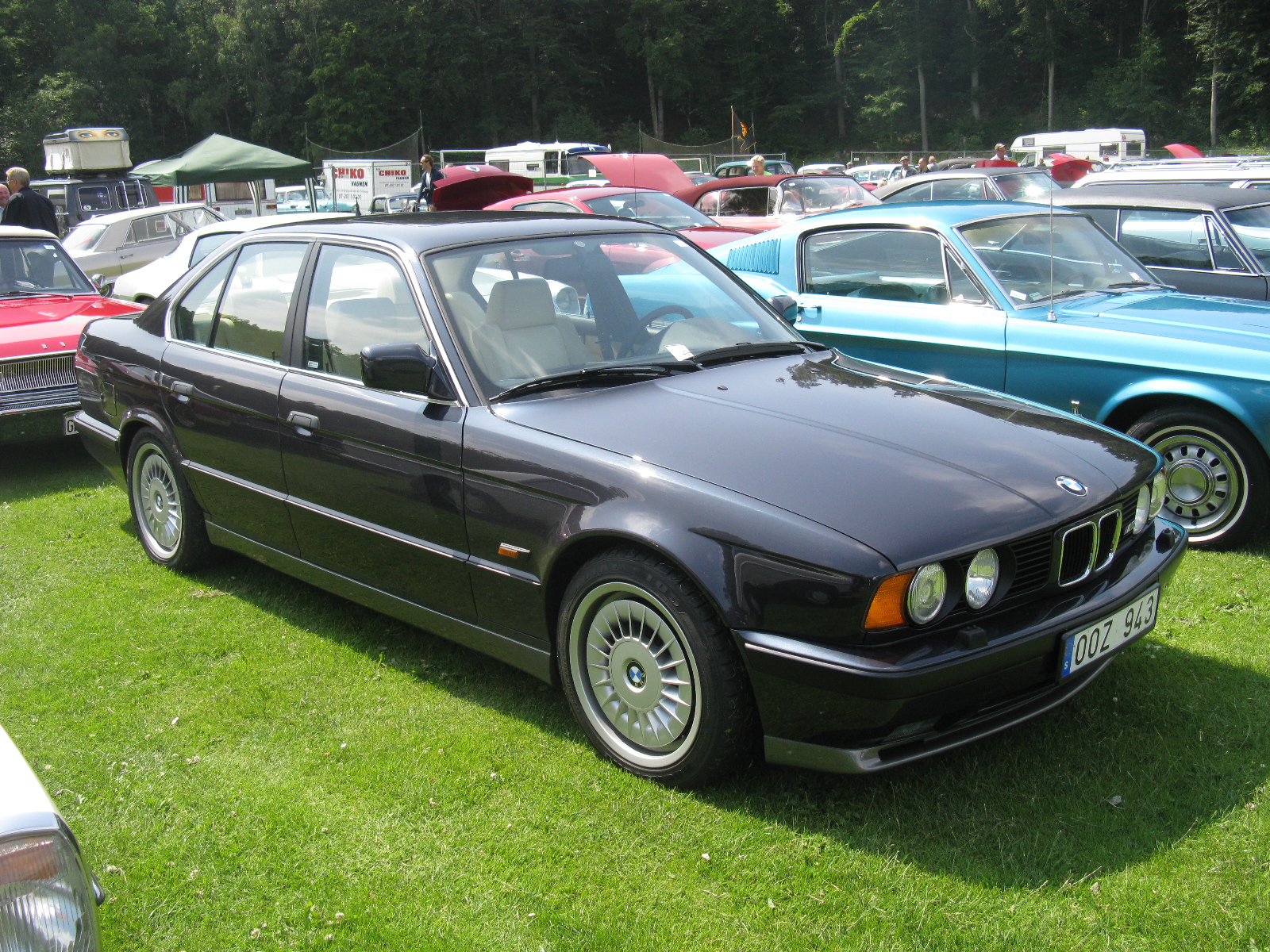
BMW M5 (1988–1992)
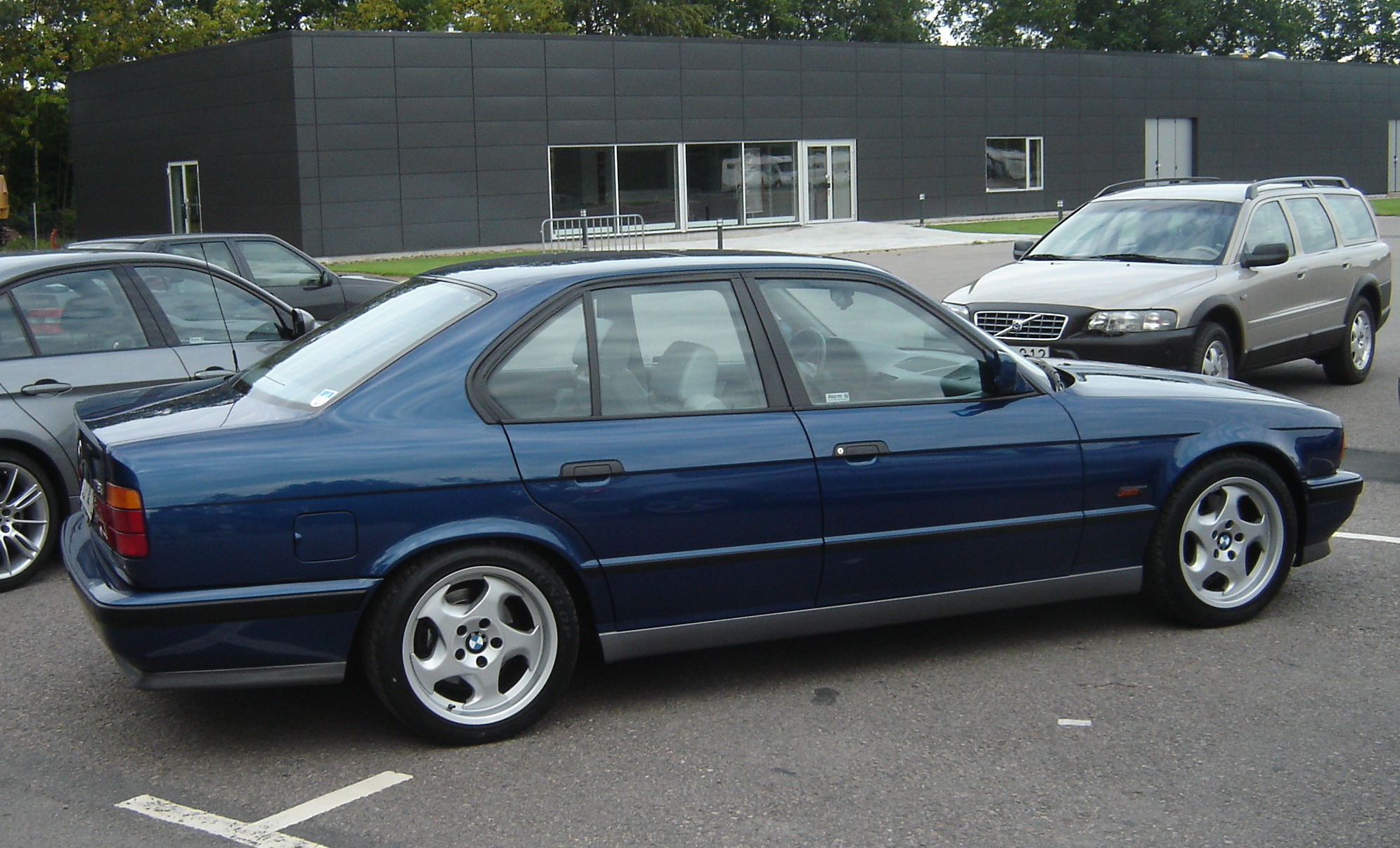
BMW M5 (1994–1996)
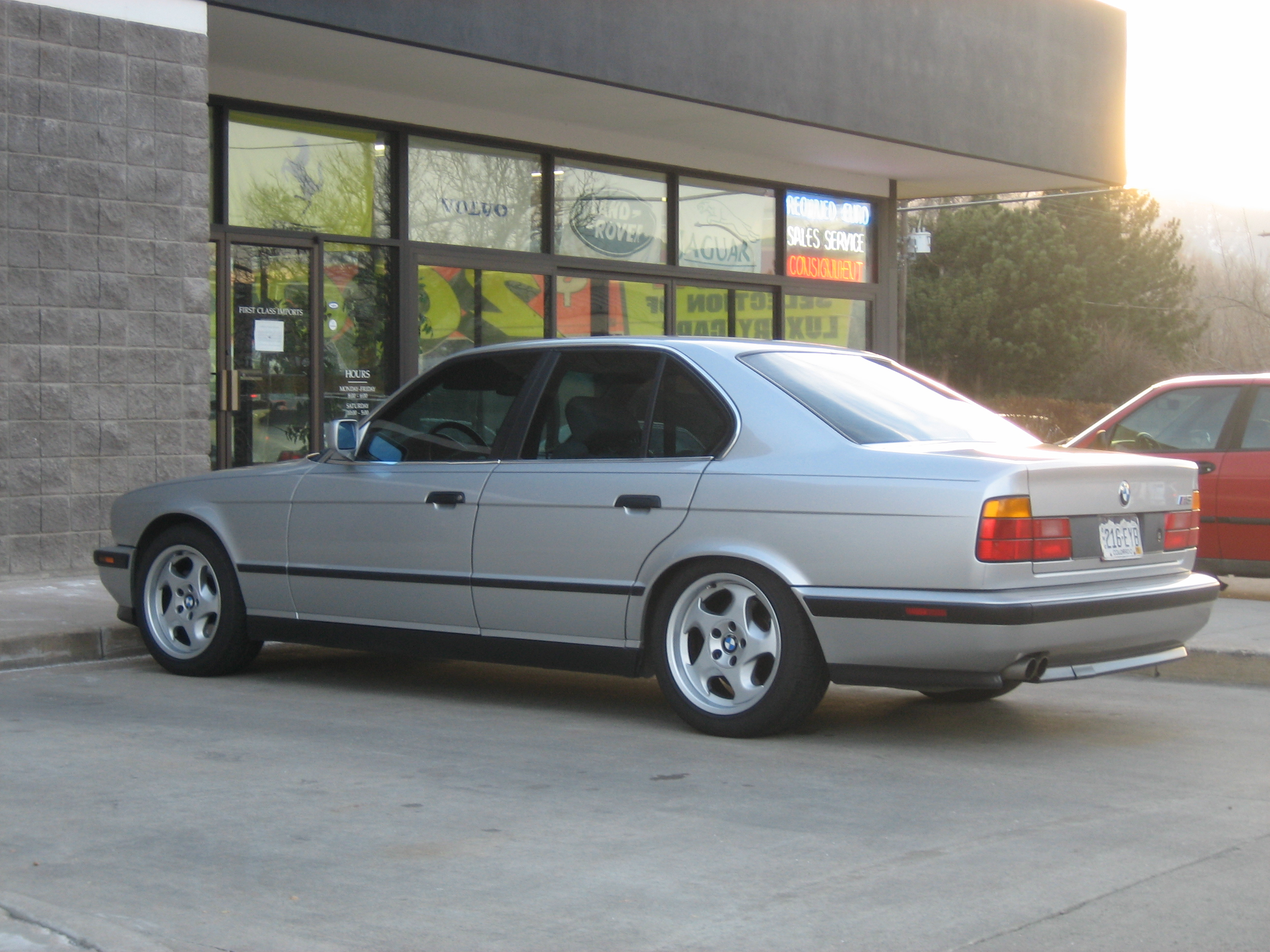
BMW M5, US-Ausführung
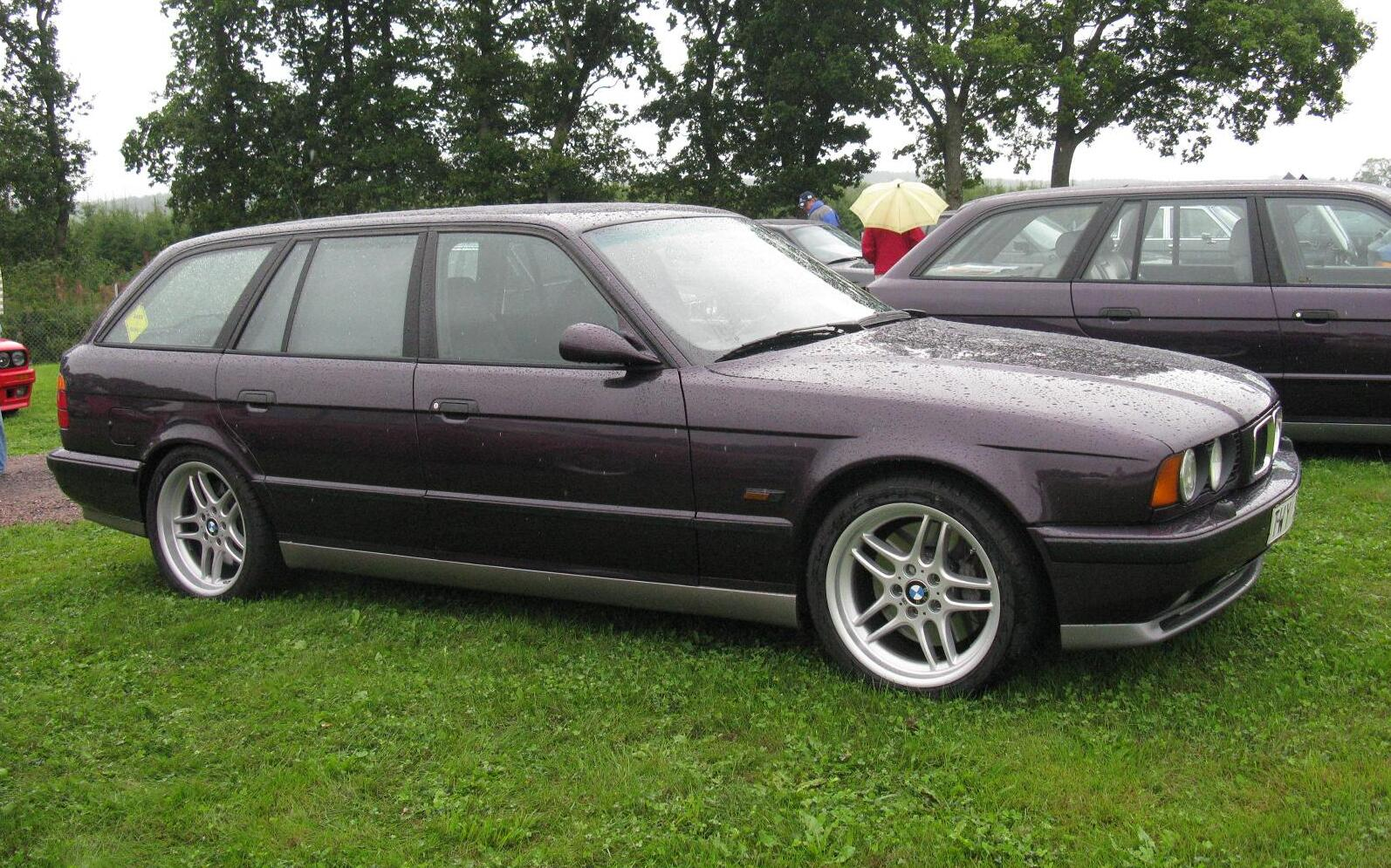
BMW M5 Touring

### Der E34 im Alter
Zur Markteinführung galt er als technisch fortschrittlich und optisch gelungen und brachte BMW – zusammen mit dem zwei Jahre zuvor erschienen 7er-Modell (E32) – einen deutlichen Ansehenszuwachs.
Unter den Ottomotoren fällt der 518i mit dem M40-Vierzylinder negativ auf: Kurze Zahnriemenwechsel-Intervalle, Ölundichtigkeiten und hoher Nockenwellenverschleiß sind häufige Probleme dieses Motors. Deutlich solider erweist sich der spätere M43-Vierzylinder. Die M20- und M30-Sechszylinder haben eine besonders hohe Laufkultur und gelten als langlebig, sofern sie gut gepflegt (Öl, Zahnriemen, Ventile) und stets behutsam warmgefahren wurden. Häufige Probleme vor allem bei den M20ern sind Rissbildung in den Zylinderköpfen und erhöhter Verschleiß an der Nockenwelle und den Pleuellagern. Als besonders solide gelten die M50-Sechszylinder und M60-Achtzylinder, hier werden ggf. Probleme eher durch die Peripherie (Defekte an Wasserpumpe, Ölpumpe, Ansaugtrakt, KAT etc.) verursacht. Der E34 mit Dieselmotor spielt auf dem deutschen Markt keine Rolle mehr, da derartige Fahrzeuge höchstens Euro 2 erfüllen und somit nur eine rote Plakette erhalten. Ebenso fallen sie häufig durch defekte Einspritzpumpen auf und können weder beim Verbrauch noch bei den Fahrleistungen mit aktuellen Common-Rail-Dieselmotoren mithalten. Alle im E34 verbauten Dieselmotoren arbeiten nach dem Wirbelkammerverfahren.
Während die Schaltgetriebe solide sind, sorgt die Schaltautomatik bei höheren Laufleistungen häufig für Probleme, vor allem beim 540i. Ein BMW-typischer Schwachpunkt, der auch alle E34 betrifft, ist das relativ verschleißanfällige Fahrwerk. Die Fahrzeugelektrik kommt zwar noch weitgehend ohne CAN-Bus-Technik aus, gilt aber dennoch als bereits recht komplex. Eine rührige Fangemeinde unterstützt jedoch bei Reparaturen. Zudem gilt die Ersatzteileversorgung durch BMW als gesichert.
Der E34 wurde teilverzinkt, weshalb sich Rostbefall an tragenden Teilen meist in Grenzen hält. Je nach Pflege und Baujahr rostet der E34 vor allem in der Tankdeckelmulde (diese wurde eingeklebt), an den Türunterkanten, an den Kotflügeln vorn, an den Wagenheberaufnahmen, unter der Heckstoßstange und besonders beim Touring an der Heckklappe. Spätere Baujahre können stärker von Rost betroffen sein als frühere, da BMW 1993 die Produktion auf wasserbasierte Lacke umstellte.
Auf dem deutschen Gebrauchtwagenmarkt erzielen aktuell E34 nach dem letzten Facelift die höchsten Preise, speziell der 525i mit Executive-Ausstattung oder der 540i mit 6-Gang-Schaltgetriebe. Die M5- und ALPINA-Modelle liegen jedoch preislich nochmals deutlich darüber.

### BMW Art Cars
Der BMW E34 wurde zweimal als BMW Art Car umgestaltet: Matazō Kayama nutze dabei eine traditionelle, aber sehr aufwendige Form von Metallschnitt (Kirikane) und Foliendruck (Arare). Die geometrischen und farbigen Muster am zweiten Fahrzeug wurden durch Esther Mahlangu am Ende der Apartheid im Stil der traditionellen Fassadenbemalung aus der Nord-Ndebele (in Simbabwe) angefertigt. Unter anderem wurde es 2016 im British Museum gezeigt.

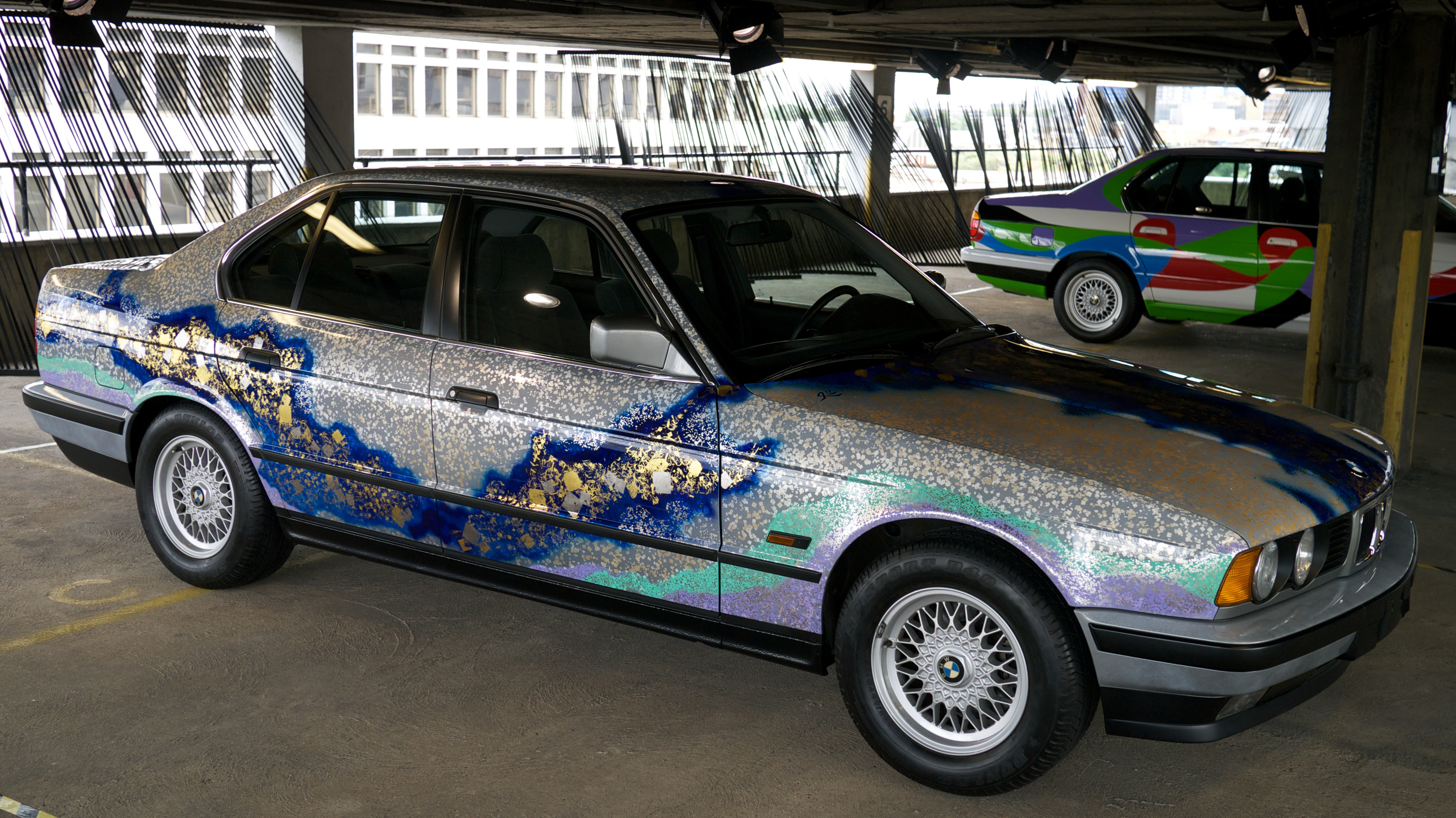
BMW Art Car (BMW 535i) Matazō Kayama von 1990
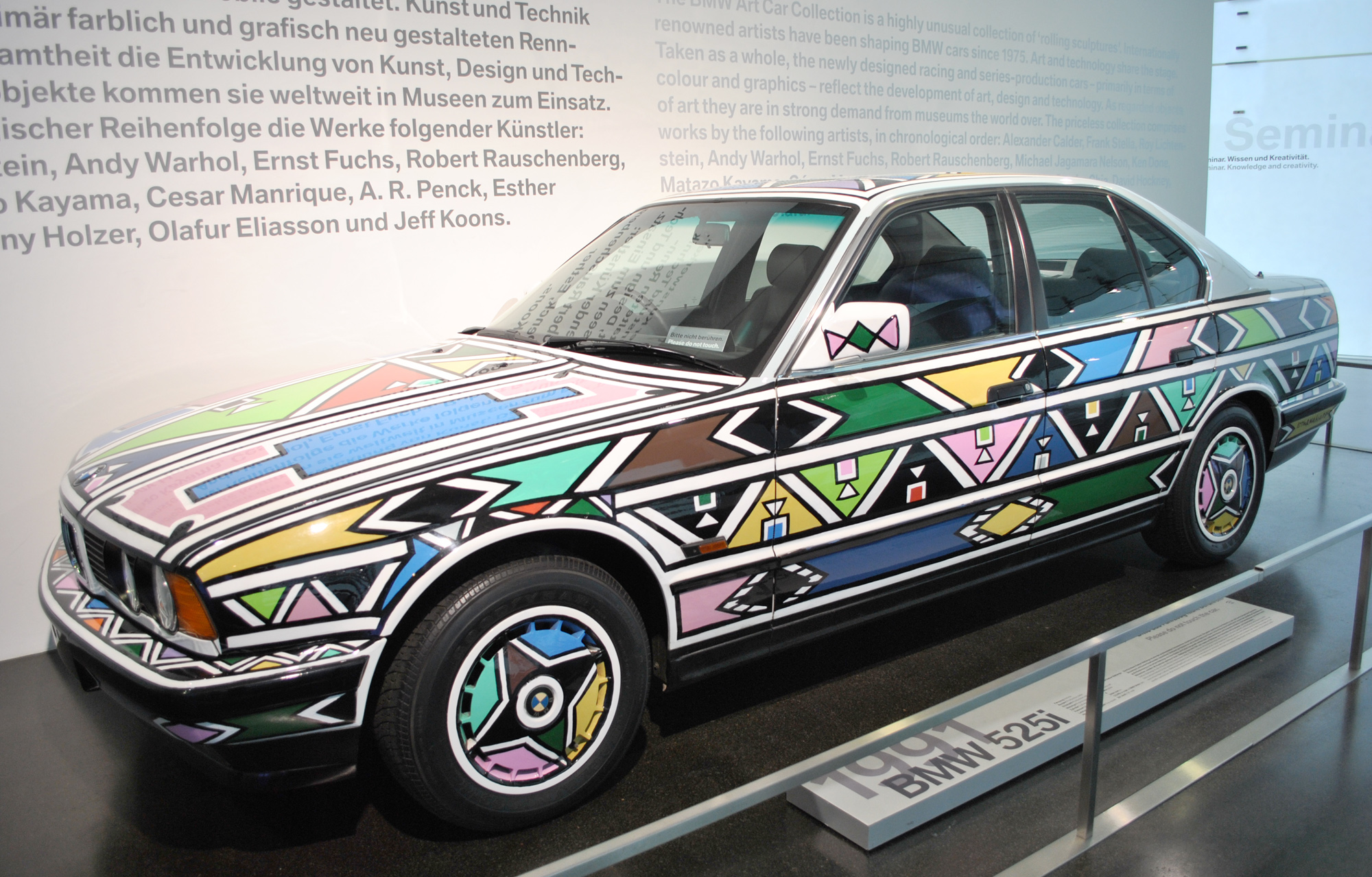
BMW Art Car (BMW 525i) von Esther Mahlangu im BMW Museum München
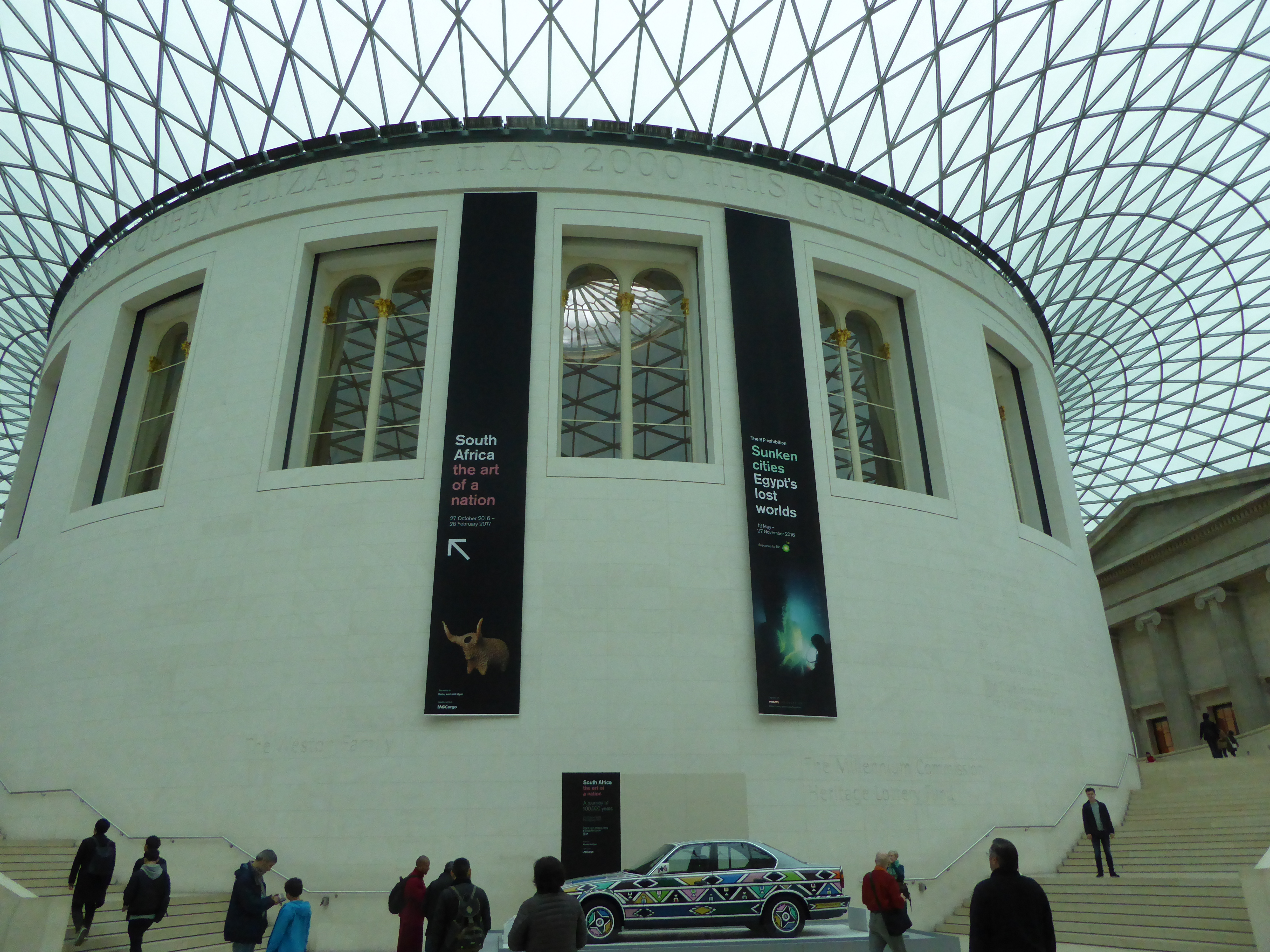
Im British Museum, London 2016

### 530iX Enduro
Ein Einzelstück ist der 530iX Enduro aus dem Jahr 1993, der für die Zeitschrift auto motor und sport gebaut wurde. Er entstand bei BMW Individual auf Basis des 525iX Touring und hat ein 13 Zentimeter höheres Dach, um Platz für Fahrräder im Laderaum zu schaffen.

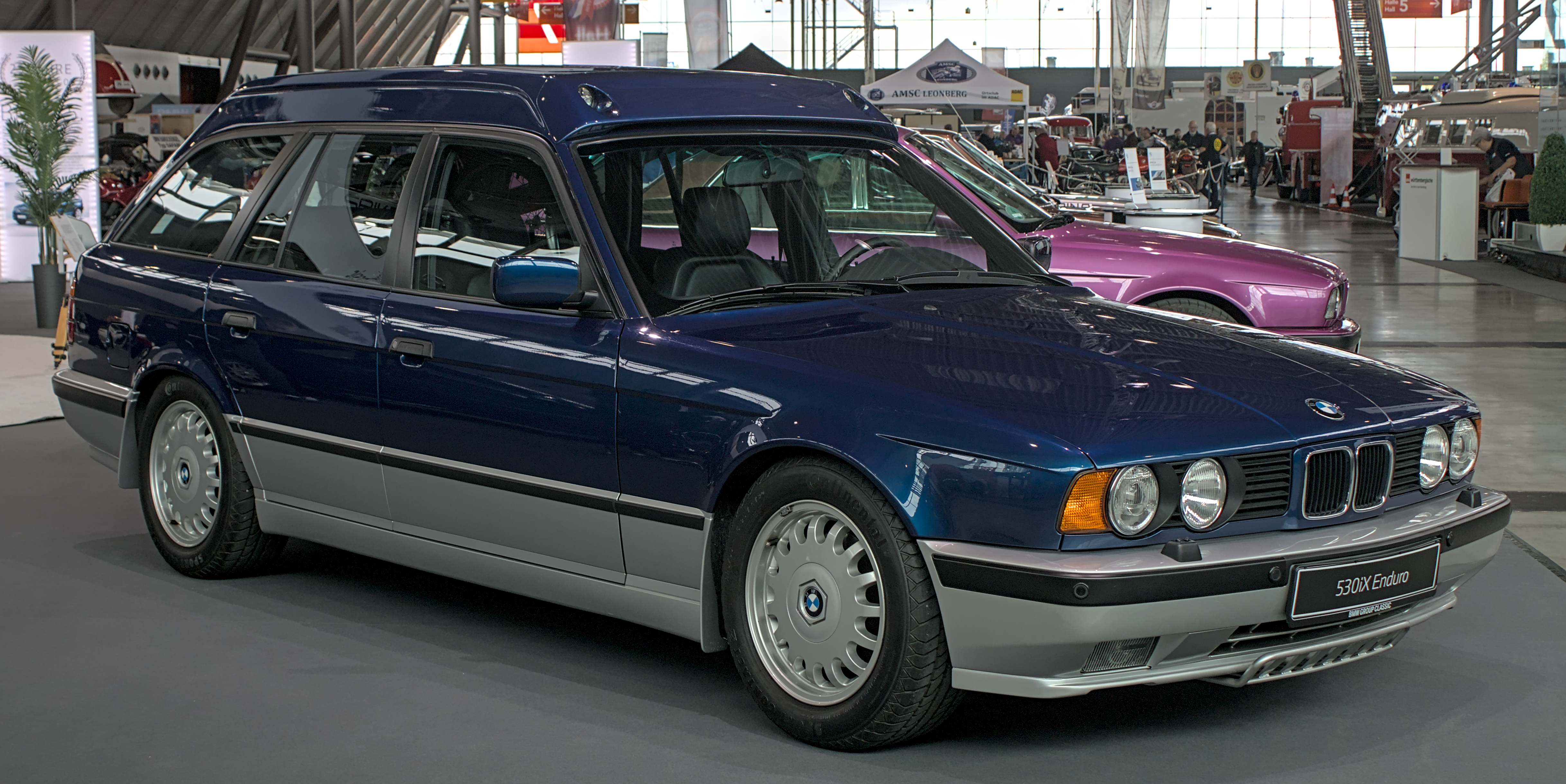
BMW 530iX Enduro auf den Retro Classics 2024
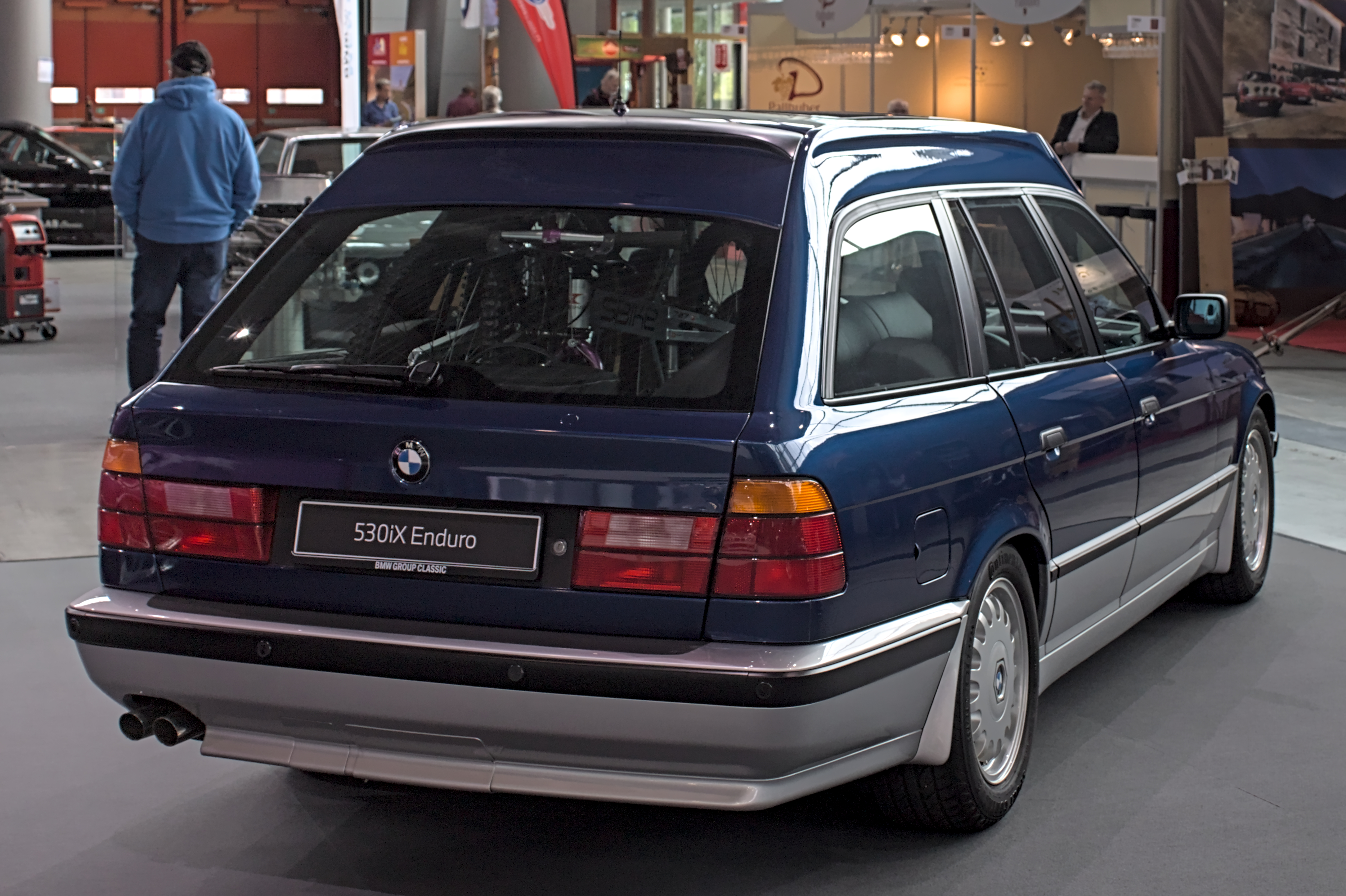
Heckansicht

## Motoren

### Ottomotoren
Der BMW E34 wurde als reine Sechszylinder-Baureihe konzipiert und alle Triebwerke wurden mit den damals aktuellsten elektronischen Einspritzsystemen ausgestattet. Zu Beginn reichte die Leistungspalette von 95 bis 155 kW (129 bis 211 PS), ergänzt Ende 1988 um den BMW M5 mit dem 232 kW (315 PS) starken S38B36-Motor.
Von Mai 1990 an wurden die BMW M20 durch die neu entwickelten Reihensechszylindermotoren mit 24 Ventilen und Kettenantrieb der Nockenwellen im 520i (M50B20, 2,0 l, 110 kW/150 PS) und im 525i (M50B25, 2,5 l, 141 kW/192 PS) ersetzt. Ab März 1993 wurde der bereits ab 1989 für den Export hergestellte 518i mit dem Vierzylindermotor M40B18 (1,8 l, 83 kW/113 PS) auch in Deutschland angeboten, im April 1994 wurde er durch den BMW M43B18 (1,8 l, 85 kW/116 PS) ersetzt. Der 518i Touring wurde nur mit Schaltgetriebe angeboten.
Ab September 1992 waren erstmals auch V8-Motoren (M60B30, 3,0 l, 160 kW/218 PS und M60B40, 4,0 l, 210 kW/286 PS) für den 5er erhältlich, die Sechszylinder erhielten die Variable Nockenwellensteuerung VANOS.
Der ab Herbst 1995 erhältliche 518g konnte wahlweise mit Benzin oder Erdgas (CNG = Compressed Natural Gas) betrieben werden. Der Motor war vom 518i (Motortyp M43B18) abgeleitet worden, der sich aufgrund seines Drehmomentverlaufs besonders gut für bivalenten Antrieb eignete.

### Dieselmotoren
Für den BMW E34 waren über den Produktionszeitraum gesehen drei Dieselmotoren im Angebot:
- Von März 1988 bis September 1991 der 524td (M21D24, 2,4 l/85 kW),
- der ab September 1991 vom 525tds (M51D25, 2,5 l/105 kW) abgelöst wurde.
- Ab März 1993 war außerdem der 525td (M51D25, 2,5 l/85 kW), eine leistungsschwächere Variante ohne Ladeluftkühler, erhältlich.

Zunächst gab es den unverändert aus dem Vorgängermodell BMW E28 (524td) übernommenen BMW M21-Wirbelkammermotor mit Turboaufladung ohne Ladeluftkühlung, der allerdings keine Neuentwicklung, sondern im Wesentlichen eine Weiterentwicklung des Ottomotors BMW M20 ist. Diesen Motor ersetzte BMW 1991 im 5er (525tds) durch die Neukonstruktion BMW M51, ebenfalls ein Wirbelkammermotor, der allerdings zusätzlich zur Aufladung auch eine Ladeluftkühlung hat. Das gleiche Modell wurde von BMW ab März 1993 auch ohne Ladeluftkühler im E34 (525td) angeboten, die Leistung bleibt dabei im Vergleich zum M21 identisch, dennoch ist der neue Motor drehmomentstärker.

## Technische Daten

### Ottomotoren
| Modell | Hubraum  | Motorcode  | Zyl. | Ventile | Leistung bei 1/min                                  | Drehmoment bei 1/min                | Vmax                                                                          | 0–100 km/h                                | Bauzeit         | Karosserie                   |
| ------ | -------- | ---------- | ---- | ------- | --------------------------------------------------- | ----------------------------------- | ----------------------------------------------------------------------------- | ----------------------------------------- | --------------- | ---------------------------- |
| 518i   | 1796 cm³ | M40B18     | 4    | 8       | 83 kW (113 PS) bei 5500                             | 162 Nm bei 4250                     | L: 194 km/h [191 km/h] T: 190 km/h [- km/h]                                   | L: 12,4 s [14,1 s] T: 13,4 s [- s]        | 08.1989–03.1994 | Limousine, Touring (ab 9/91) |
| 518i   | 1796 cm³ | M43B18     | 4    | 8       | 85 kW (115 PS) bei 5500                             | 168 Nm bei 3900                     | L: 198 km/h [192 km/h] T: 192 km/h [- km/h]                                   | L: 12,3 s [13,7 s] T: 13,2 s [ - s]       | 04.1994–06.1996 | Limousine, Touring           |
| 518g   | 1796 cm³ | M43B18     | 4    | 8       | 74 kW (100 PS) bei 5500 (1) 85 kW (115 PS) bei 5500 | 142 Nm bei 3900 (1) 168 Nm bei 3900 | T: 183 km/h (1) 192 km/h [- km/h]                                             | T: 16,2 s (1) 13,6 s [ - s]               | 11.1995–06.1996 | Touring                      |
| 520i   | 1990 cm³ | M20B20     | 6    | 12      | 95 kW (129 PS) bei 6000                             | 164 Nm bei 4300                     | L: 203 km/h [198 km/h]                                                        | L: 11,9 s [13,9 s]                        | 01.1988–04.1990 | Limousine                    |
| 520i   | 1991 cm³ | M50B20     | 6    | 24      | 110 kW (150 PS) bei 5900                            | 190 Nm bei 4700                     | L: 211 km/h [207 km/h] T: 205 km/h [202 km/h]                                 | L: 10,6 s [12,0 s] T: 11,3 s [12,6 s]     | 05.1990–08.1992 | Limousine, Touring           |
| 520i   | 1991 cm³ | M50B20(TÜ) | 6    | 24      | 110 kW (150 PS) bei 5900                            | 190 Nm bei 4200                     | L: 211 km/h [207 km/h] T: 205 km/h [202 km/h]                                 | L: 10,6 s [11,7 s] T: 11,3 s [12,4 s]     | 09.1992–06.1996 | Limousine, Touring           |
| 525i   | 2494 cm³ | M20B25     | 6    | 12      | 125 kW (170 PS) bei 5800                            | 222 Nm bei 4300                     | L: 221 km/h [217 km/h]                                                        | L: 9,5 s [11,3 s]                         | 01.1988–04.1990 | Limousine                    |
| 525i   | 2494 cm³ | M50B25     | 6    | 24      | 141 kW (192 PS) bei 5900                            | 245 Nm bei 4700                     | L: 230 km/h [225 km/h] T: 221 km/h [218 km/h]                                 | L: 8,6 s [9,9 s] T: 9,2 s [10,0 s]        | 05.1990–08.1992 | Limousine, Touring           |
| 525i   | 2494 cm³ | M50B25(TÜ) | 6    | 24      | 141 kW (192 PS) bei 5900                            | 250 Nm bei 4200                     | L: 230 km/h [225 km/h] T: 221 km/h [218 km/h]                                 | L: 8,6 s [9,5 s] T: 9,2 s [9,9 s]         | 09.1992–06.1996 | Limousine, Touring           |
| 525iX  | 2494 cm³ | M50B25     | 6    | 24      | 141 kW (192 PS) bei 5900                            | 245 Nm bei 4700                     | L: 220 km/h [217 km/h] T: 216 km/h [212 km/h]                                 | L: 9,5 s [10,8 s] T: 10,0 s [11,3 s]      | 10.1991–08.1992 | Limousine, Touring           |
| 525iX  | 2494 cm³ | M50B25(TÜ) | 6    | 24      | 141 kW (192 PS) bei 5900                            | 250 Nm bei 4200                     | L: 220 km/h [217 km/h] T: 216 km/h [212 km/h]                                 | L: 9,5 s [10,3 s] T: 10,0 s [10,9 s]      | 09.1992–06.1996 | Limousine, Touring           |
| 530i   | 2986 cm³ | M30B30     | 6    | 12      | 138 kW (188 PS) bei 5800                            | 260 Nm bei 4000                     | L: 227 km/h [224 km/h]                                                        | L: 8,6 s [10,8 s]                         | 01.1988–04.1990 | Limousine                    |
| 530i   | 2997 cm³ | M60B30     | 8    | 32      | 160 kW (218 PS) bei 5800                            | 290 Nm bei 4500                     | L: 235 km/h [232 km/h] T: 227 km/h [225 km/h]                                 | L: 7,7 s [8,8 s] T: 8,3 s [9,0 s]         | 09.1992–06.1996 | Limousine, Touring           |
| 535i   | 3430 cm³ | M30B35     | 6    | 12      | 155 kW (211 PS) bei 5700                            | 305 Nm bei 4000                     | L: 235 km/h [231 km/h]                                                        | L: 7,7 s [9,1 s]                          | 01.1988–09.1992 | Limousine                    |
| 540i   | 3982 cm³ | M60B40     | 8    | 32      | 210 kW (286 PS) bei 5800                            | 400 Nm bei 4500                     | L: 240 km/h (2) (3) [240 km/h (2) (3)] T: 240 km/h (2) (3) [240 km/h (2) (3)] | L: 6,3/6,4 s [6,8/6,8 s] T: 6,4 s [7,0 s] | 09.1992–06.1996 | Limousine, Touring           |
| M5     | 3535 cm³ | S38B36     | 6    | 24      | 232 kW (315 PS) bei 6900                            | 360 Nm bei 4750                     | L: 250 km/h (2)                                                               | L: 6,3 s                                  | 10.1988–08.1992 | Limousine                    |
| M5     | 3795 cm³ | S38B38     | 6    | 24      | 250 kW (340 PS) bei 6900                            | 400 Nm bei 4750                     | L: 250 km/h (2) T: 250 km/h (2)                                               | L: 5,9 s T: 6,1 s                         | 09.1992–08.1995 | Limousine, Touring           |

L = Limousine, T = Touring

Werte in eckigen Klammern [ ] gelten für Fahrzeuge mit Automatikgetriebe.

### Dieselmotoren
| Modell | Hubraum  | Motorcode | Zylinder | Ventile | Leistung bei 1/min       | Drehmoment bei 1/min | Vmax                                          | 0–100 km/h                            | Bauzeit         | Version            |
| ------ | -------- | --------- | -------- | ------- | ------------------------ | -------------------- | --------------------------------------------- | ------------------------------------- | --------------- | ------------------ |
| 524td  | 2443 cm³ | M21D24    | 6        | 12      | 85 kW (115 PS) bei 4800  | 220 Nm bei 2400      | L: 192 km/h [190 km/h]                        | L: 12,9 s [13,9 s]                    | 03.1988–08.1991 | Limousine          |
| 525td  | 2498 cm³ | M51D25    | 6        | 12      | 85 kW (115 PS) bei 4800  | 222 Nm bei 1900      | L: 194 km/h [190 km/h] T: 188 km/h [183 km/h] | L: 12,9 s [13,9 s] T: 13,7 s [14,7 s] | 04.1993–06.1996 | Limousine, Touring |
| 525tds | 2498 cm³ | M51D25    | 6        | 12      | 105 kW (143 PS) bei 4800 | 260 Nm bei 2200      | L: 207 km/h [205 km/h] T: 202 km/h [200 km/h] | L: 11,0 s [11,6 s] T: 11,6 s [12,2 s] | 09.1991–06.1996 | Limousine, Touring |

L = Limousine, T = Touring

Werte in eckigen Klammern [ ] gelten für Fahrzeuge mit Automatikgetriebe.

### Alpina

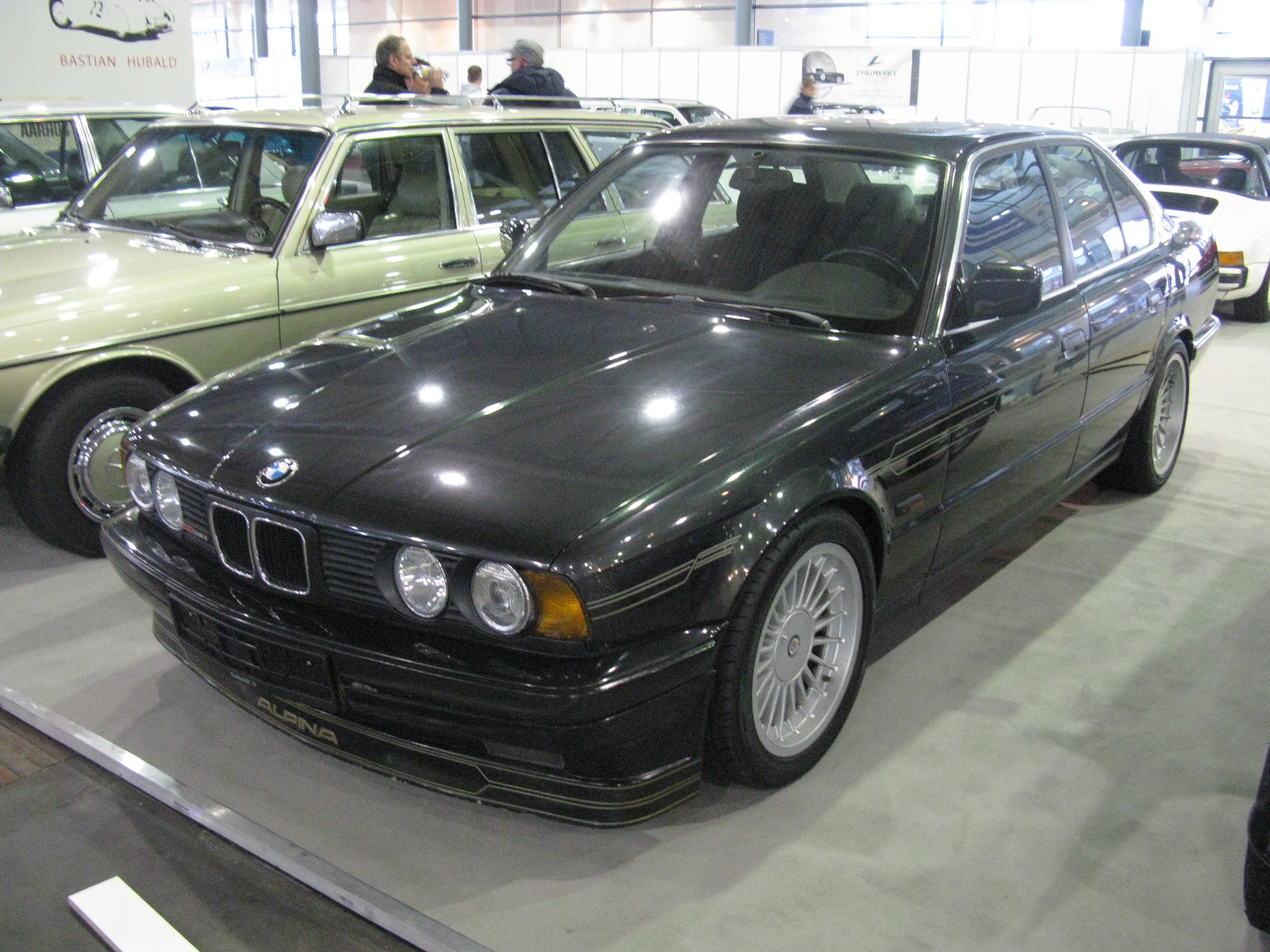
Alpina B10

| Modell         | Hubraum  | Zylinder | Leistung bei 1/min       | Drehmoment bei 1/min | Vmax     | Bauzeit         | Stückzahl |
| -------------- | -------- | -------- | ------------------------ | -------------------- | -------- | --------------- | --------- |
| B10 3.0 Allrad | 2997 cm³ | 6        | 170 kW (231 PS) bei 5800 | 312 Nm bei 4200      | 235 km/h | 10.1993–05.1996 | 64        |
| B10 3.5/1      | 3430 cm³ | 6        | 187 kW (254 PS) bei 5800 | 325 Nm bei 4000      | 252 km/h | 04.1988–12.1992 | 572       |
| B10 4.0        | 3982 cm³ | 8        | 232 kW (315 PS) bei 5800 | 410 Nm bei 4600      | 268 km/h | 04.1993–08.1995 | 45        |
| B10 4.6        | 4619 cm³ | 8        | 250 kW (340 PS) bei 5700 | 480 Nm bei 3900      | 277 km/h | 03.1994–04.1996 | 27        |
| B10 Biturbo    | 3430 cm³ | 6        | 265 kW (360 PS) bei 6000 | 520 Nm bei 4000      | 291 km/h | 08.1989–03.1994 | 507       |

## Bestand in Deutschland
Aufgeführt ist der Bestand an BMW E34 nach Hersteller- (HSN) und Typschlüsselnummern (TSN) in Deutschland laut Kraftfahrt-Bundesamt. Typen mit weniger als 100 Fahrzeugen wurden von 2005 bis 2018 nicht ausgewiesen, beispielsweise Alpina (HSN 7656). Bis 2007 beinhaltete der Bestand neben der Anzahl der angemeldeten Fahrzeuge auch die Anzahl der vorübergehenden Stilllegungen. Seit 2008 enthält der Bestand lediglich den „fließenden Verkehr“ einschließlich der Saisonkennzeichen.
| HSN/TSN                             | Modell                              | kW                                  | 1.1.2005 | 1.1.06  | 1.1.08  | 1.1.09  | 1.1.10 | 1.1.11 | 1.1.12 | 1.1.13 | 1.1.14 | 1.1.15 | 1.1.16 | 1.1.17 | 1.1.18 | 1.1.19 | 1.1.20 | 1.1.21 | 1.1.22 | 1.1.23 | 1.1.24 | 1.1.25 |
| ----------------------------------- | ----------------------------------- | ----------------------------------- | -------- | ------- | ------- | ------- | ------ | ------ | ------ | ------ | ------ | ------ | ------ | ------ | ------ | ------ | ------ | ------ | ------ | ------ | ------ | ------ |
| 0005/472 (1)                        | 520i                                | 95                                  | 25.868   | 21.109  | 10.183  | 8.533   | 6.586  | 5.482  | 4.306  | 3.387  | 2.699  | 2.207  | 1.903  | 1.635  | 1.446  | 1.297  | 1.190  | 1.139  | 1.092  | 1.047  | 995    | 936    |
| 0005/473                            | 525i                                | 125                                 | 21.068   | 16.913  | 8.032   | 6.758   | 5.288  | 4.333  | 3.378  | 2.682  | 2.151  | 1.808  | 1.539  | 1.371  | 1.191  | 1.077  | 1.003  | 971    | 937    | 905    | 869    | 877    |
| 0005/474                            | 530i                                | 138                                 | 3.065    | 2.455   | 1.149   | 942     | 749    | 603    | 485    | 400    | 312    | 272    | 228    | 201    | 181    | 172    | 163    | 153    | 142    | 146    | 142    | 138    |
| 0005/475                            | 535i                                | 155                                 | 10.579   | 8.639   | 4.296   | 3.655   | 3.005  | 2.456  | 2.032  | 1.646  | 1.323  | 1.159  | 1.001  | 917    | 833    | 797    | 763    | 782    | 760    | 772    | 776    | 786    |
| 0005/476                            | 524td, 525td                        | 85                                  | 7.473    | 5.972   | 2.661   | 1.979   | 1.432  | 1.158  | 909    | 714    | 570    | 487    | 401    | 344    | 304    | 216    | 200    | 197    | 193    | 185    | 179    | 174    |
| 0005/490                            | 518i                                | 85                                  | 3.272    | 3.006   | 2.150   | 1.941   | 1.651  | 1.515  | 1.304  | 1.087  | 914    | 779    | 672    | 558    | 457    | 378    | 312    | 297    | 257    | 238    | 215    | 203    |
| 0005/491                            | 518i                                | 83                                  | 3.820    | 3.480   | 2.253   | 1.981   | 1.593  | 1.406  | 1.188  | 956    | 771    | 626    | 510    | 420    | 366    | 299    | 261    | 225    | 187    | 183    | 172    | 169    |
| 0005/492                            | 520i                                | 110                                 | 71.395   | 62.636  | 36.816  | 31.991  | 26.337 | 23.048 | 19.194 | 15.292 | 12.151 | 9.879  | 8.223  | 7.089  | 6.115  | 5.195  | 4.478  | 4.060  | 3.704  | 3.475  | 3.255  | 3.093  |
| 0005/493                            | 525i                                | 141                                 | 40.463   | 34.961  | 19.347  | 16.766  | 13.878 | 11.983 | 9.945  | 7.933  | 6.252  | 5.196  | 4.365  | 3.790  | 3.322  | 2.986  | 2.714  | 2.504  | 2.406  | 2.295  | 2.226  | 2.127  |
| 0005/514                            | 525tds                              | 105                                 | 12.887   | 10.866  | 5.320   | 4.075   | 3.067  | 2.369  | 1.805  | 1.355  | 991    | 807    | 656    | 549    | 458    | 358    | 309    | 283    | 266    | 254    | 256    | 249    |
| 0005/515                            | 520i Touring                        | 110                                 | 16.386   | 15.684  | 12.363  | 11.543  | 10.229 | 9.194  | 7.789  | 6.387  | 4.902  | 3.915  | 3.032  | 2.365  | 1.848  | 1.460  | 1.214  | 1.012  | 854    | 772    | 713    | 641    |
| 0005/516                            | 525i Touring                        | 141                                 | 10.862   | 10.321  | 7.915   | 7.299   | 6.396  | 5.631  | 4.674  | 3.649  | 2.742  | 2.100  | 1.615  | 1.292  | 1.043  | 887    | 757    | 645    | 573    | 531    | 483    | 434    |
| 0005/521                            | 525iX                               | 141                                 | 957      | 858     | 503     | 428     | 376    | 347    | 288    | 237    | 189    | 160    | 136    | 119    | 107    | 103    | 87     | 79     | 68     | 68     | 62     | 59     |
| 0005/522                            | 525iX Touring                       | 141                                 | 1.328    | 1.231   | 878     | 784     | 665    | 571    | 457    | 376    | 284    | 220    | 183    | 156    | 126    | 104    | 90     | 80     | 78     | 71     | 70     | 63     |
| 0005/523                            | 525tds Touring                      | 105                                 | 16.446   | 14.501  | 7.862   | 6.120   | 4.755  | 3.693  | 2.723  | 1.917  | 1.384  | 995    | 742    | 562    | 436    | 327    | 264    | 235    | 211    | 194    | 186    | 169    |
| 0005/526                            | 530i                                | 160                                 | 3.785    | 3.354   | 1.856   | 1.634   | 1.443  | 1.255  | 1.062  | 861    | 701    | 573    | 517    | 463    | 399    | 363    | 345    | 335    | 317    | 302    | 302    | 296    |
| 0005/527                            | 540i                                | 210                                 | 2.705    | 2.398   | 1.429   | 1.300   | 1.133  | 956    | 836    | 716    | 591    | 516    | 483    | 463    | 428    | 408    | 398    | 390    | 383    | 364    | 368    | 361    |
| 0005/528                            | 530i Touring                        | 160                                 | 1.952    | 1.834   | 1.358   | 1.232   | 1.087  | 928    | 749    | 578    | 452    | 365    | 293    | 244    | 223    | 192    | 164    | 156    | 146    | 128    | 125    | 120    |
| 0005/533                            | 518i Touring                        | 83                                  | 1.783    | 1.707   | 1.326   | 1.204   | 1.016  | 868    | 681    | 529    | 386    | 269    | 199    | 155    | 126    | 96     | 72     | 59     | 54     | 46     | 40     | 37     |
| 0005/534                            | 525td Touring                       | 85                                  | 2.218    | 1.960   | 1.087   | 851     | 657    | 524    | 387    | 276    | 194    | 139    | 111    |        |        | 37     | 29     | 28     | 25     | 23     | 21     | 17     |
| 0005/539                            | 540i Touring                        | 210                                 | 1.068    | 991     | 747     | 678     | 632    | 554    | 449    | 395    | 335    | 304    | 275    | 239    | 221    | 196    | 187    | 175    | 164    | 150    | 156    | 142    |
| 0005/545                            | 518i Touring (2)                    | 85                                  | 2.472    | 2.399   | 2.039   | 1.930   | 1.703  | 1.555  | 1.368  | 1.140  | 941    | 745    | 589    | 486    | 399    | 325    | 253    | 209    | 174    | 152    | 146    | 129    |
| 0575/304 (3)                        | M5                                  | 232                                 | 224      |         |         |         |        |        |        |        |        |        |        |        |        | 44     | 46     | 48     | 54     | 58     | 59     | 55     |
| 0575/306                            | M5                                  | 232                                 | 831      | 693     | 305     | 268     | 249    | 229    | 205    | 190    | 169    | 168    | 160    | 155    | 156    | 153    | 158    | 146    | 167    | 178    | 187    | 189    |
| 0575/307                            | M5                                  | 250                                 | 606      | 531     | 258     | 237     | 218    | 194    | 176    | 163    | 153    | 158    | 161    | 156    | 154    | 151    | 150    | 151    | 150    | 149    | 147    | 156    |
| 7909/302 (4)                        | M5                                  | 250                                 | 226      | 204     | 112     |         |        |        |        |        |        |        |        |        |        | 52     | 54     | 50     | 52     | 56     | 52     | 53     |
| 7909/304                            | M5 Touring                          | 250                                 |          | 255     | 115     | 106     |        |        |        |        |        |        |        |        |        | 18     | 18     | 20     | 22     | 22     | 22     | 21     |
| Gesamtanzahl zugelassener Fahrzeuge | Gesamtanzahl zugelassener Fahrzeuge | Gesamtanzahl zugelassener Fahrzeuge | 263.739  | 228.958 | 132.360 | 114.235 | 94.145 | 80.852 | 66.390 | 52.866 | 41.557 | 33.847 | 27.994 | 23.729 | 20.339 | 17.691 | 15.679 | 14.429 | 13.436 | 12.764 | 12.224 | 11.694 |
| Quelle                              | Quelle                              | Quelle                              | [ 20 ]   | [ 21 ]  | [ 22 ]  | [ 23 ]  | [ 24 ] | [ 25 ] | [ 26 ] | [ 27 ] | [ 28 ] | [ 29 ] | [ 30 ] | [ 31 ] | [ 32 ] | [ 33 ] | [ 34 ] |        |        |        |        | [ 35 ] |